# Liste der Straßen und Plätze in Berlin-Buckow

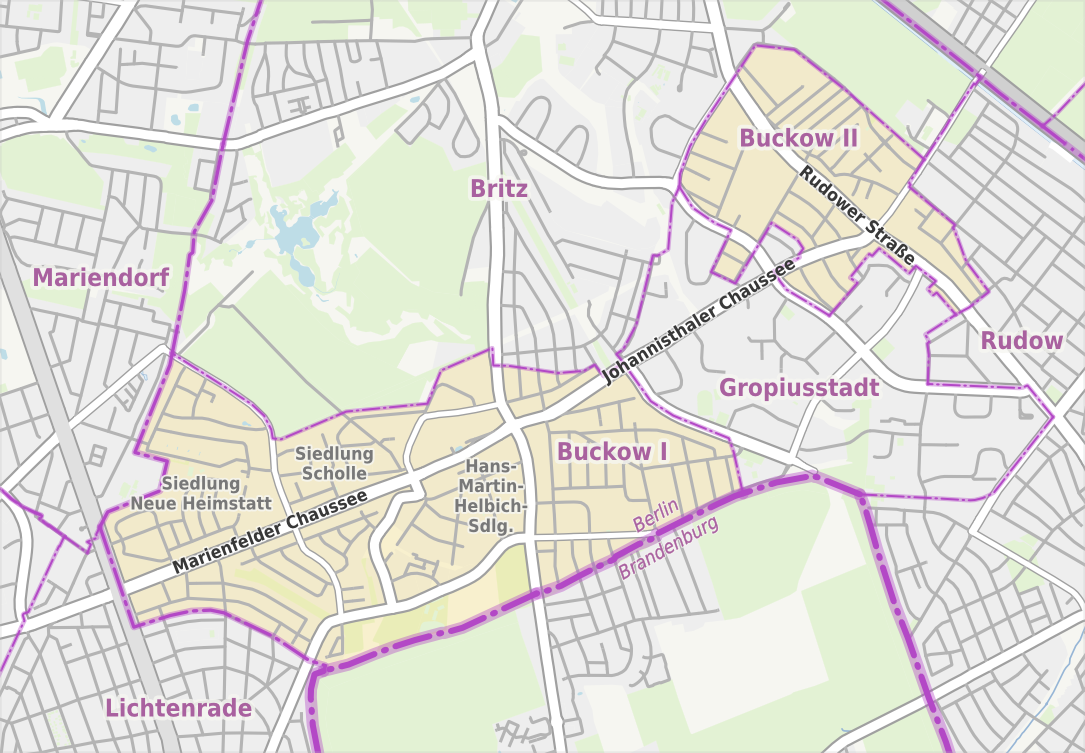
Übersichtskarte von Berlin-Buckow

Die Liste der Straßen und Plätze in Berlin-Buckow beschreibt das Straßensystem im Berliner Ortsteil Buckow mit den entsprechenden historischen Bezügen. Gleichzeitig ist diese Zusammenstellung ein Teil der Listen aller Berliner Straßen und Plätze.

## Überblick

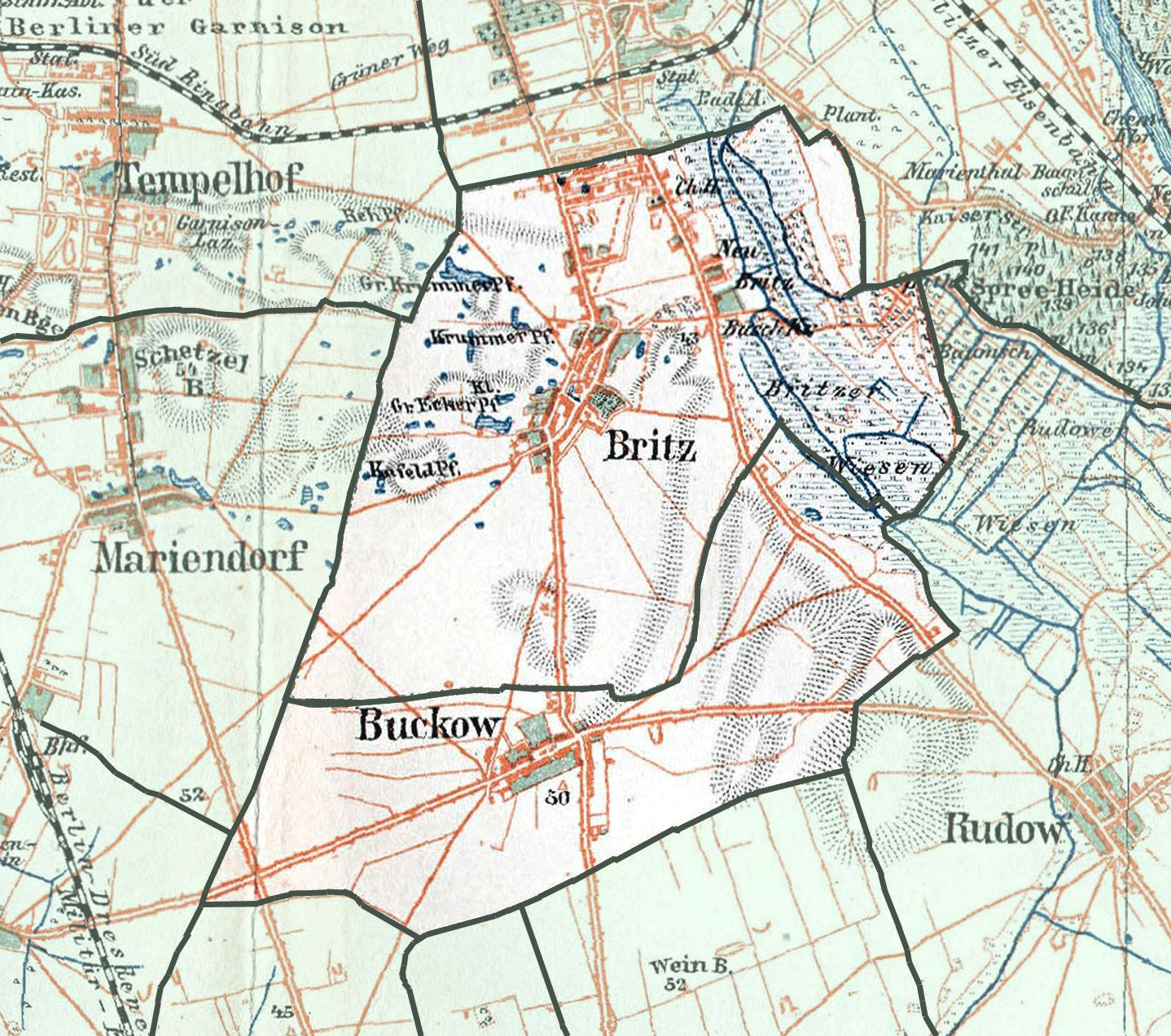
Straßenlage Buckows um das Jahr 1894

Der Ortsteil Buckow hat 40.558 Einwohner (Stand: 31. Dezember 2023) und umfasst die Postleitzahlenbereiche 12107, 12305, 12349, 12351, 12353, 12357 und 12359. Es bestehen 143 gewidmete Straßen mit einer gesamten Länge von 63,8 Kilometern. Von diesen 145 Straßen setzen sich 33 im Nachbarortsteil fort oder sie gehören teilweise zu diesem.
Die Herauslösung der Gropiusstadt teilte das Gebiet in zwei Teile. Buckow 1, das Buckow-West um den alten Ortskern und südlich vom Britzer Garten, wird im Osten durch den Kölner Damm (dessen Straßenland in Gropiusstadt liegt) begrenzt. Buckow 2, das vormalige Buckow-Ost, liegt am Ortolanweg und wird im Südwesten von der Fritz-Erler-Allee gegen die Gropiusstadt abgegrenzt. Die Ortsteilgrenzen in den anderen Richtungen sind im Süden die Stadtgrenze zur Gemeinde Großziethen in Brandenburg, nahe der Ringsleben- und Gerlinger Straße, im Westen (außerhalb des Ortsteils gelegen) der Lichtenrader Damm und der Ankogelweg, im Nordwesten der Quarzweg. Buckow 2 ist der nordöstliche Teil der ehemaligen Buckower Feldmark und war bis 1900 unbesiedeltes Gebiet. Wegen des hohen Grundwasserspiegels waren die Feuchtwiesen (am späteren Teltowkanal) nur als Viehweiden nutzbar. Erst die Errichtung und der Betrieb des Wasserwerks Johannisthal und des Teltowkanals sorgte für eine urbane Nutzung. Am Ortolan- und Grünen Weg konnten ab 1972 nun Wohnbauten bis zu acht Stockwerken errichtet werden, die nach Augenschein entweder zur Britzer Hufeisensiedlung oder – vom Baustil – zur Parchimer Allee gehören könnten.
Dieser Unterteilung des Ortsteils folgt die Namensgebung der Straßen und Plätze nach Personen, zu lokalen Situationen oder nach der Natur, beispielsweise sind Straßen und Wege rund um das Krankenhaus vorwiegend nach Vogelarten benannt. Interessant ist die Benennung nach elsässischen Orten in den Jahren 1938/1939, als unter Einfluss des Nationalsozialismus Straßen der Reichshauptstadt das „Verderben durch den Versailler (Zwangs-)Vertrag“ in der Propaganda betont wurde. Die zugehörige Siedlung liegt um den Drusenheimer Weg südlich der Marienfelder Chaussee. Mit der weiteren Bebauung wurden dann neue Straßen passend zu den elsässischen Orten mit lokalen Bezeichnungen aus der Karlsruher Umgebung benannt. Gesondert zu erwähnen sind auch die nach Gesteinen und Mineralien benannten Straßen im Westen von Buckow 1. Die hier liegende Siedlung „Neue Heimstatt“ und auch die „Neue Scholle“ entstanden auf einem 1918 durch die Jüdische Gemeinde Berlins von den Buckower Bauern Rohrbeck und Ziedrich gekauften Gelände. Hier sollte ein zweiter Jüdischer Friedhof angelegt werden zur Ergänzung des Friedhofs in Berlin-Weißensee. Da der Plan aus verschiedenen Gründen nicht zustande kam, verkaufte die Jüdische Gemeinde die Fläche 1939 an den Magistrat von Berlin. Die NS-Regierung ließ 1944 auf diesem Gelände, wie auch in anderen Berliner Ortsteilen, eine Behelfsheimsiedlung zur Unterbringung „luftkriegsbetroffener“ Personen errichten, deren Bestand auf fünf Jahre Nutzung ausgelegt war. Im Jahr 1950 übereignete der Magistrat die Immobilie komplett dem Bezirksamt Neukölln. Nach Abriss der Wohnprovisorien entstand 1951–1955 eine neue Siedlung mit den entsprechenden Verkehrswegen. Zunächst als Schlackewege ausgeführt, wurden sie ab 1967 asphaltiert. Die Namensgebung der Straßen erfolgte in Anlehnung an den bestehenden Quarz-, Glimmer- und Feldspatweg nach Gesteinen und Mineralien.
Am 12. März 2013 hat das Bezirksamt Neukölln den Bebauungsplan 8–66 beschlossen, der eine Wohnbebauung auf dem östlichen Teil der „Buckower Felder“ zwischen Gerlinger Straße und Buckower Damm vorsieht. Die Erschließung soll vorrangig über private Verkehrsflächen erfolgen.
Straßen von oder nach Buckow waren um 1900 die Ost-West-Verbindung Marienfelde-Rudow (Marienfelder Chaussee und Bahnhofstraße) und die Chausseestraße als Nord-Süd-Trasse Britz-Großziethen (Buckower Damm). Am westlichen Dorfrand führte nach Nord die Britzer Straße (seit 1950 Rufacher Weg) und gegenüber nach Südwest die Buckower Straße mit Zielort Lichtenrade. Nach Nordwest verlief die Mariendorfer Straße (seit 1950 Breitunger Weg).
Vom östlichen Dorfrand führt der Grüne Weg fast nach Nord zur Buschkrugallee. Die Johannisthaler Chaussee war schon vorhanden, von ihr gingen Trift- und Henkelsweg ab, die neben dem dörflichen Ursprung als Weg zum Städtischen Krankenhaus an Bedeutung gewannen. Im Berliner Adressbuch von 1920 sind die Nachbarorte aufgeführt, nicht aber Buckow, das erst 1922 im Verwaltungsbezirk Neukölln verzeichnet ist.
Der Buckower Damm gehört mit 450 Metern zum übergeordneten Straßennetz von Berlin. Bedingt durch die Begrenzungen im Süden Berlins während der Mauerzeit bis 1990 gehört der Straßenzug Johannisthaler Chaussee–Alt-Buckow–Marienfelder Chaussee ebenso wie die Rudower Straße zum übergeordneten Straßensystem. Das Hauptstraßennetz im Ortsteil mit An den Achterhöfen, Fritz-Erler-Allee, Gerlinger Straße, Rufacher Weg, Töpchiner Weg und Warmensteinacher Straße gehört zum regionalen Straßensystem Berlins (Kategorie III) und wird durch die Hauptstraßen Drusenheimer Weg und Quarzweg ergänzt.

## Übersicht der Straßen
Die nachfolgende Tabelle gibt eine Übersicht über die vorhandenen Straßen und Plätze im Ortsteil sowie einige dazugehörige Informationen.
- Name/Lage: aktuelle Bezeichnung der Straße oder des Platzes. Über den Link Lage kann die Straße oder der Platz auf verschiedenen Kartendiensten angezeigt werden. Die Geoposition gibt die Lage der ungefähren Mitte der Straßenlänge an.
- Im amtlichen Straßenverzeichnis nicht aufgeführte Verkehrswege sind mit * gekennzeichnet.
- Ehemalige oder nicht mehr gültige Straßennamen sind kursiv gesetzt. Für bedeutende ehemalige Straßen oder historische Straßennamen ist gegebenenfalls eine gesonderte Liste vorhanden.
- Länge/Maße in Metern:
Die in der Übersicht enthaltenen Längenangaben sind  gerundete Übersichtswerte, die in Google Earth mit dem dortigen Maßstab ermittelt wurden. Sie dienen Vergleichszwecken und werden, sofern amtliche Werte bekannt sind, ausgetauscht und gesondert gekennzeichnet.
Bei Plätzen sind die Maße in der Form a × b für rechteckige Anlagen und für (ungefähr) dreieckige Anlagen als a × b × c mit a als längster Seite angegeben.
Sofern die Straße auch in benachbarte Ortsteile weiterführt, gibt der Zusatz ‚im Ortsteil‘ an, wie lang der Straßenabschnitt innerhalb des Ortsteils dieses Artikels ist.
- Namensherkunft: Ursprung oder Bezug des Namens.
- Anmerkungen: weitere Informationen über anliegende Baudenkmale oder Institutionen, die Geschichte der Straße und historische Bezeichnungen.
- Bild: Foto der Straße oder eines anliegenden Objektes.

| Name/Lage                      | Länge/Maße (in Metern)                  | Namensherkunft | Datum der Benennung | Anmerkungen | Bild |
| ------------------------------ | --------------------------------------- | --- | ------------------- | --- | --- |
| Albersweilerweg (Lage)         | 0220                                    | Albersweiler, Ort im Landkreis Südliche Weinstraße, Rheinland-Pfalz                                                                     | 17. Feb. 1967       | Als Straße 496 des Bebauungsplans projektiert, liegt sie zwischen Breitunger Weg und Bienwaldring. Die ruhige Wohnstraße ist mit teilweise quer zur Straßenachse stehenden zweigeschossigen Reihenhäusern bebaut, sie ist dreispurig, wovon eine Spur als Parkspur genutzt wird, mit auf beiden Seiten breiten plattenbelegten Gehwegen. Die Zusammenschreibung des Straßennamens folgt den Dudenregeln. | Berlin-Buckow Albersweilerweg |
| Alt-Buckow (Lage)              | 0680                                    | alter Dorfkern von Buckow | 29. März 1939       | Die überlieferte Bezeichnung Dorfstraße war nach der Bildung von Groß-Berlin mehrfach vorhanden und sie wurde wie bei anderen Ortsteilen durch die Vorsilbe „Alt-“ zum Ortsnamen umbenannt. Die Straße liegt zwischen Buckower Damm und Rufacher Weg um den alten Ortskern. Während die südliche Straßenführung ausgebaut ist und mit Klasse II zum übergeordneten Straßensystem Berlins gehört, ist der nördliche Abschnitt der vormaligen Straße am Anger um den Dorfteich von lokaler Bedeutung. „Ab 1893 besuchten die Buckower Kinder das Schulhaus Alt-Buckow 17, das noch heute steht und genutzt wird.“ | Alt-Buckow · Berlin-Buckow Alt-Buckow |
| Am Appelhorst (Lage)           | 0450                                    | Appelhorst, alter Flurname | 1. Sep. 1969        | Die Straße 83 des Bebauungsplans wurde 1969 benannt und liegt zwischen Landreiterweg und Ringslebenstraße. | Am Appelhorst von Ringslebenstraße aus gesehen |
| Am Buschfeld (Lage)            | 0220                                    | Buschfeld, alter Flurname | 1. Sep. 1969        | Vorher als Straße 85 des Bebauungsplans projektiert, liegt sie am Stadt- und Ortsteilrand zwischen Wildhüterweg und Ringslebenstraße | Am Buschfeld von Wildhüterweg aus gesehen |
| Am Eichenquast (Lage)          | 0700                                    | Eichenquast, alter Flurname | 1. Sep. 1969        | Die Straße liegt zwischen Ringsleben- und über die Landreiterstraße als Sackgasse. Zunächst wurde 1969 nur ein Abschnitt der Straße 113 benannt, am 1. Mai 1977 wurde der restliche Teil einbezogen. Die Straße 113 ist im Adressbuch 1943 zwischen Wildmeisterdamm (vormals: Bahnhofstraße) und Straße 81 (heute der östliche Abschnitt der Ringslebenstraße) mit neun Einfamilienhäusern, drei Sommerhäusern und als Baustelle notierte unbebaute Grundstücke verzeichnet. Das nördliche Stück östlich vom Fichtenpfuhl bis an die Bahnlinie wurde mit den Bauten Wildmeisterdamm 253 und 249 überbaut, so beginnt die Zählung für Am Eichenquast an der Sackgasse im Osten mit 5 und im Westen mit 6 und 6a nach Süden hin. | Berlin-Buckow Am Eichenquast |
| Am Mühlanger (Lage)            | 0370                                    | alter Flurname | 29. Nov. 2021       | Die Straße liegt im Neubaugebiet Buckower Felder. | |
| Am Rötepfuhl (Lage)            | 0360                                    | Rötepfuhl, alter Flurname | 19. März 1938       | Die Straße liegt zwischen Salmbacher Straße und Drusenheimer Weg. Die wurde als Straße 68 des Bebauungsplans angelegt und 1938 benannt, am 1. Januar 1974 wurde die Straße 543 einbezogen. Der Flurname ist auf einer Karte von 1851 südöstlich außerhalb des Dorfkernes eingezeichnet und geht wohl auf einen zuvor hier liegenden, versumpften Teich zurück. | Berlin-Buckow Am Rötepfuhl |
| An den Achterhöfen (Lage)      | 0810                                    | Achterhöfe, Hinterseite bäuerlicher Hofanlagen                                                                                          | 1. Aug. 1966        | Die bereits angelegten Straße 45 und Straße 46 wurden mit der Bebauung zusammengefasst und als Einheit 1966 benannt. Die Straße liegt zwischen Marienfelder Chaussee / Alt-Buckow und Buckower Damm und erschließt Grundstücke südlich von Alt-Buckow, wobei hier noch Landschöppenpfad und Pfarrer-Vogelsang-Weg erschließen und verbinden. Hier befindet sich nach Norden auch der Friedhof Buckow. Der durch zunehmende Besiedlung in den 1950er Jahren notwendige Schulneubau für Buckow wurde am 8. Juni 1964 an der Straße An den Achterhöfen begonnen – damals hieß sie noch Straße 46. Der Unterricht begann am 10. Oktober 1966. Für den südlichen Bereich von Buckow 1 zwischen Alt-Buckow und Stadtgrenze wurde 1968 ein Bebauungsplan aufgestellt, der die Straße An den Achterhöfen als zentrale und ausgebaute Trasse in diesem Gebiet führt. | Berlin-Buckow An den Achterhöfen |
| An den Buckower Feldern (Lage) | 0320                                    | alter Flurname | 29. Nov. 2021       | Die Straße liegt im Neubaugebiet Buckower Felder. | |
| An den Feldern (Lage)          | 0180                                    | Randlage und Bezug zur vormaligen landwirtschaftlicher Nutzung                                                                          | 1. Apr. 2010        | Die Wohnstraße liegt zwischen Christian-Henkel-Straße und Buckower Weg und erschließt als Mittelstraße die 2010 erbauten Einfamilienhäuser auf den Grundstücken zum nördlich gelegenen Buckower Weg. Vor der Bebauung war hier Grünland zwischen Leonardo-da-Vinci-Gymnasium und Heinrich-Mann-Gesamtschule. Sie wird im Süden mit einer Lärmschutzwand vor dem Lärm eines gegenüberliegenden Industriegeländes an der Christian-Henkel-Straße geschützt. | Berlin-Buckow An den Feldern |
| An den Weiden (Lage)           | 0150                                    | alter Flurname | 29. Nov. 2021       | Die Straße liegt im Neubaugebiet Buckower Felder. | |
| Angelikaweg (Lage)             | 0150 (im Ortsteil)                      | Angelika, Doldengewächs auf feuchten Wiesen                                                                                             | 16. Aug. 1928       | Der Angelikaweg liegt beidseits vom Distelfinkwegs im Ortsteil mit Verbindung zum Rudower Damm und setzt sich nach Nordost in Britz fort. Er wurde vor der Benennung als Straße 8 des Bebauungsplans trassiert. | Berlin-Buckow Angelikaweg |
| Ankogelweg (Lage)              | 000 (nur Grundstück Nr. 97 im Ortsteil) | Ankogel, Gipfel der Hohen Tauern | 4. Aug. 1930        | Der Ankogelweg liegt in Mariendorf, das Grundstück 97 (Schule, Freizeitzentrum, Sportplatz) ist nicht wie das Frei- und Hallenbad Ankogelweg in die Ortsteilerweiterung einbezogen, somit gehört dieses abseits dieser Straße liegende Grundstück zum Ortsteil, der Zugang erfolgt über Buckower Straßen. | Berlin-Buckow Ankogelweg |
| Arnikaweg (Lage)               | 0170 (im Ortsteil)                      | Arnika, Arzneipflanze | 28. Aug. 1928       | Der Arnikaweg liegt zum größeren Teil in Britz. In Buckow liegen die Grundstücke 44–56 am Nordwestrand der Straße zwischen Rudower Straße und Ortsteilgrenze (halbwegs Distelfink- und Windenweg). Im Bebauungsplan ist er als Straße 106 markiert. | Berlin-Buckow Arnikaweg |
| Asbestweg (Lage)               | 0610                                    | Asbest, feinfasriges Silikatmaterial | 19. März 1938       | Die Straße liegt in einer Siedlung mit nach Gesteinsarten benannten Straßen zwischen Quarz- und Kalksteinweg. Am 12. Dezember 1965 wurde die Straße 459 einbezogen und der Asbestweg verlängert. | Berlin-Buckow Asbestweg |
| Auf der Planweide (Lage)       | 0330                                    | Planweide, alter Flurname | 1. Sep. 1969        | Wie die anderen 80er Straßen des hiesigen Bebauungsplans waren lokale Flurbezeichnungen für die Straße 82 des Bebauungsplans namensgebend, sie liegt zwischen Wildhüterweg und Ringslebenstraße. | Auf Der Planweide von Wildhüterweg aus gesehen |
| Baldersheimer Weg (Lage)       | 1210                                    | Baldersheim, Gemeinde im Departement Haut-Rhin, Elsass, Frankreich                                                                      | 19. März 1938       | Die Straße liegt zwischen Töpchiner Weg und Lichtenrader Damm und ist als Straße 38 des Bebauungsplans trassiert. In diesem Viertel wurden Straßen nach Ortsnamen aus dem Elsass benannt, das zwischen 1871 und 1918 zum Deutschen Reich gehörte und im Ergebnis des Versailler Vertrags zu Frankreich gekommen war. | Berlin-Buckow Baldersheimer Weg |
| Basaltweg (Lage)               | 0310                                    | Basalt, Gesteinsart | 31. Okt. 1953       | Zwischen Feldspat- und Muschelkalkweg gelegen, gehört er zur 1951 gegründeten Kleinsiedlung Neue Heimstatt, in der die Straßen nach Mineralien und Gesteinen benannt sind. | Berlin-Buckow Basaltweg |
| Battenheimer Weg (Lage)        | 0410                                    | Battenheim, Ort im Ober-Elsass, Arrondissement Mulhouse, Frankreich                                                                     | 19. März 1938       | Die Straße liegt zwischen Salmbacher Straße und Drusenheimer Weg. Zuerst als Straße 70 des Bebauungsplans angelegt, liegt sie in einem Viertel mit Straßennamen aus dem Elsass benannt, das zwischen 1871 und 1918 zum Deutschen Reich gehörte und im Ergebnis des Versailler Vertrages zu Frankreich gekommen war. | Berlin-Buckow Battenheimer Weg |
| Baumläuferweg (Lage)           | 0620 (im Ortsteil)                      | Baumläufer, Singvogel | 16. Aug. 1928       | Der Baumläuferweg liegt zwischen Zadekstraße und Ortsteilgrenze. Der kleine südöstliche Abschnitt gehört zu Gropiusstadt. Zuerst als Straße 13 des Bebauungsplans angelegt, verlief der Weg bis 1967 zwischen Triftweg (seit 1967 Zadekstraße) und Heroldweg. Der letztere entfiel um 1968, als die Lipschitzallee gebaut wurde. Der Teil zwischen Goldammerstraße und Heroldweg wurde nicht bebaut. Am 1. Oktober 1967 wurde der Abschnitt, der von der Lipschitzallee nach Westen führenden Straße 519 einbezogen. Am 1. Dezember 1967 wurde auch der Teil zwischen Hirtsieferzeile und Goldammerstraße der Straße 519 einbezogen. Im Jahr 1970 wurde der Weg wieder auf die heutige Führung verkürzt. Der Windmühlenweg besitzt im Adressbuch 1930 noch den Verweis „Jetzt Baumläuferweg“. | Berlin-Buckow Baumläuferweg |
| Bernsteinring (Lage)           | 0530                                    | Bernstein, fossiles Harz | 21. Okt. 1965       | Die Straße führt U-förmig nach Osten von und zum Quarzweg. Sie war vorher ein Abschnitt der Straße 494. Sie gehört zu einer Siedlung, in der die Straßen nach Mineraliennamen benannt sind. | Berlin-Buckow Bernsteinring |
| Berntweg (Lage)                | 0340                                    | Bernt, altes Buckower Bauerngeschlecht                                                                                                  | 1. Sep. 1969        | Zunächst wurde der nach Norden führende Abschnitt der Straße 107 in einer Länge von 140 Metern benannt. Am 1. September 1980 wurde ein weiterer Abschnitt der Straße 107 einbezogen. Die asphaltierte Straße mit beidseitigem Gehweg liegt zwischen Hasenheger- und Dröpkeweg und ist mit Siedlungshäusern mit Vorgärten und Gartengrundstücken bebaut. | Berlin-Buckow Berntweg |
| Bienwaldring (Lage)            | 0720                                    | Bienwald, pfälzisches Waldgebiet (LSG) an der Grenze zum Elsass, bei Karlsruhe                                                          | 17. Feb. 1967       | Die Straße 495 wurde 1967 teilweise benannt und der restliche Abschnitt wurde am 1. Juni 1974 einbezogen. Der Weg liegt im Bogen nach Westen von und zum Breitunger Weg. | Berlin-Buckow Bienwaldring |
| Bimssteinweg (Lage)            | 0090                                    | Bimsstein, großporiges Gestein vulkanischer Herkunft                                                                                    | 6. März 1957        | Die Straße 135 des Bebauungsplans wurde 1957 als Bimssteinweg mit der Eigenheimsiedlung (Kriegersiedlung) angelegt, in der die Straßen nach Mineralien und Gesteinen benannt wurden. Er erschließt als Zugangsstraße Grundstücke östlich vom Grünsteinweg abgehend. | Berlin-Buckow Bimssteinweg |
| Birkhuhnweg (Lage)             | 0430                                    | Birkhuhn, Hühnervogel aus der Familie der Waldhühner                                                                                    | 16. Aug. 1928       | Die Straße, zunächst Straße 28 des Bebauungsplans, liegt zwischen Laubsängerweg und Johannisthaler Chaussee in einer Siedlung mit Straßennamen nach Vogelarten. | Berlin-Buckow Birkhuhnweg |
| Breitunger Weg (Lage)          | 0530 (im Ortsteil)                      | Breitungen, Ort im Südharz, Bundesland Sachsen-Anhalt                                                                                   | 14. Feb. 1950       | Die Straße liegt am Bienwaldring (südlicher Anschluss) und der Ortsteilgrenze, die 50 Meter nordwestlich von Bienwaldring (nördliches Ende) und der Heimsbrunner Straße ist. Die Straße setzt sich Britz zwischen den Kleingartenanlagen fort. Bereits vor 1911 bestand hier die Mariendorfer Straße als Weg mit der Zielrichtung Mariendorf. Die Straße in der Länge liegt zwischen Rufacher Weg und Heimsbrunner Straße, als unbewohnter Fußweg führt sie bis zum Sangerhauser Weg weiter durch den Britzer Garten. Der nördliche Teil der Straße erschließt die Kleingartenanlagen Kurt Poethig und Heimaterde. Vom Sangerhauser Weg aus endet der Breitunger Weg für Autos als Sackgasse. Auf dem Breitunger Weg liegt ein Teilstück des Britz-Buckower Wegs, Nummer 15 der 20 grünen Hauptwege Berlins. | Berlin-Buckow Breitunger Weg |
| Buchfinkweg (Lage)             | 0690                                    | Buchfink, Singvogel | 16. Aug. 1928       | Der vorher als Straße 12 des Bebauungsplans trassierte Weg liegt zwischen Zadek- und Goldammerstraße in einem Siedlungsgebiet, in dem Wege und Straßen nach Vogelarten benannt sind. | Berlin-Buckow Buchfinkweg |
| Buckower Damm (Lage)           | 1370 (im Ortsteil)                      | Buckow, Ortsteil des Berliner Bezirks Neukölln                                                                                          | 4. Jan. 1955        | Der Buckower Damm liegt zwischen der nördlichen Ortsteil- und der Stadtgrenze im Süden im Ortsteil und setzt sich nach Norden in Britz fort. Bis zur Grenze des Ortsteils an den Grundstücken 187 und 190 gehören 230 Meter nördlich des Rohrlegerwegs hierzu. Der historische Landweg hieß in Buckow schon vor 1899 Chausseestraße in Fortsetzung der in Britz so benannten „Buckower Chaussee“, da am Westrand des Teltowdorfs die Mariendorf-Lichtenrader Chaussee und am Ostrand die Chaussee zwischen Berlin und Sachsen verlief. Weil der Teltowort seit 1920 zu Groß-Berlin gehörte, wurde auch zur Vermeidung von doppelten Straßennamen mit dem Straßenausbau 1955 der gesamte Straßenzug bis zur Stadtgrenze nach Großziethen als Buckower Damm umbenannt. 1846 wurde die Buckower Chaussee als wichtige Verbindung zwischen Berlin und Sachsen sowie der Lausitz angelegt. | Buckower Damm 259 · Berlin-Buckow Buckower Damm · Berlin-Buckow Buckower Damm                                                                                        |
| Buckower Weg (Lage)            | 0210                                    | Buckow, Ortsteil des Berliner Bezirks Neukölln                                                                                          | 1. Apr. 2010        | Die neu erbaute Wohnstraße liegt in einer Siedlung am südlichen Berliner Stadtrand östlich der Leonardo-da-Vinci-Schule und nördlich der Christian-Henkel-Straße und erschließt diese gemeinsam mit An den Feldern. Sie wurde zusammen mit der Straße An den Feldern auf einem ehemaligen Kleingartengelände errichtet. Der Landschaftspark Töpchiner Weg liegt in der Nähe. | Berlin-Buckow Buckower Weg |
| Bühler Weg (Lage)              | 0640                                    | Bühl, Stadt im Landkreis Rastatt, Bundesland Baden-Württemberg                                                                          | 19. März 1938       | Als Straße 71 des Bebauungsplans trassiert, liegt sie zwischen Marienfelder Chaussee und Battenheimer Weg in einer Eigenheimsiedlung. Sie ist eine dreispurige Asphaltstraße mit beidseitigem ausgebautem Gehweg. | Berlin-Buckow Bühler Weg |
| Christian-Henkel-Straße (Lage) | 0390                                    | Christian Henkel, Bauer in Buckow. Christian Henkel der Ältere begründete die zwischen 1670 und 1865 in Buckow ansässige Bauernfamilie. | 1. Juli 1986        | Die Straße geht als Sackgasse von der Warmensteinacher Straße ab und wurde als Straße 570 angelegt. Die Straße umgibt ein kleines Industrieareal am südlichen Stadtrand von Berlin. An der Nordseite wurde eine Lärmschutzmauer errichtet, um das Wohngebiet An den Feldern und Buckower Weg gegen LKW-Lärm zu schützen. | Berlin-Buckow Christian-Henkel-Straße |
| Christoph-Ruden-Straße (Lage)  | 0510                                    | Christoph Ruden (1763–1839), Pädagoge                                                                                                   | 1. Nov. 1974        | Der als Straße 506 des Bebauungsplans angelegte Verkehrsweg liegt zwischen An den Achterhöfen und Gerlinger Straße. Mitte der 1970er Jahre entstand an der Christoph-Ruden-Straße, der Kestenzeile und auf dem Gelände südlich des Mittelstufenzentrums am Buckower Damm ein umfangreiches Neubaugebiet, die Hans-Martin-Helbich-Siedlung auf einer zuvor unbebauten Fläche am Stadtrand. Sie befindet sich im Eigentum der evangelischen Kirchengemeinde Alt-Buckow und Neu-Buckow. Der in Glasow geborene namensgebende Ruden besuchte eineinhalb Jahre die 1747 von Johann Julius Hecker in Berlin gegründete „Mathematisch-ökonomische Realschule“ und das zugehörende Seminar für Lehrer. Am 2. Oktober 1788 wurde er in das Amt des Schulmeisters von Buckow eingeführt und 1813 übernahm Ruden das Küsteramt. | Berlin-Buckow Christoph-Ruden-Straße |
| Dachdeckerweg (Lage)           | 0080 (im Ortsteil)                      | Dachdecker, Bauberuf | 30. Jan. 1933       | Der Dachdeckerweg verläuft zum größten Teil durch die Britzer Siedlung Neuland I. Im Ortsteil führt eine sieben Meter breite Straße vom Rohrlegerweg zur Ortsteilgrenze, deren Wendehammer gehört bereits zu Britz. Vorher Privatstraße 3 des Bebauungsplans, wurde sie für die hier liegende Siedlung trassiert, am 29. März 1939 erhielt auch die vorherige Straße 77 den Namen Dachdeckerweg. | Berlin-Buckow Dachdeckerweg |
| Delmer Steig (Lage)            | 0230                                    | Delme, französische Gemeinde im Département Moselle, Region Lothringen                                                                  | 19. März 1938       | Diese Wohnstraße liegt zwischen Warmensteinacher und Salmbacher Straße, über letztere weiter als Sackgasse. Vorher als Straße 44 des Bebauungsplans trassiert, liegt sie in einem Viertel, deren Straßen nach Orten aus dem vormals zum Deutschen Reich gehörenden Gebiet benannt sind, das 1918 im Ergebnis des Versailler Vertrags zu Frankreich kam. | Berlin-Buckow Delmer Steg |
| Dessenheimer Weg (Lage)        | 0130                                    | Dessenheim, oberelsässischer Ort südöstlich von Colmar, Département Haut-Rhin, Frankreich                                               | 19. März 1938       | Die Straße, vorher Straße 67 des Bebauungsplans, liegt zwischen Salmbacher und Trimbacher Straße, in einem Viertel, dessen Straßen 1938 nach Orten aus dem Elsass benannt sind, das 1918 im Ergebnis des Versailler Vertrags zu Frankreich kam. | Berlin-Buckow Dessenheimer Weg |
| Distelfinkweg (Lage)           | 0570                                    | Distelfink, Vogelart | 9. Juni 1933        | Die vorher als Straße 34 und Straße 66 des Bebauungsplans trassierten Verkehrswege wurden 1933 zusammen angelegt und benannt. Der Diestelfinkweg liegt zwischen Girlitz- und Arnikaweg in der Eigenheimsiedlung parallel zur Rudower Straße. | Distelfinkweg von Ecke Fenchelweg gesehen nach Ost |
| Doevelweg (Lage)               | 0230                                    | Doevel, Windmüller in Buckow, die Windmühle ist bereits 1375 nachgewiesen                                                               | 1. Sep. 1969        | Die Straße liegt zwischen Ringslebenstraße und Stuthirtenweg an der Stadtgrenze. Sie wurde auf der Trasse von Straße 107 des Bebauungsplans angelegt. Jenseits der Stadtgrenze, die hier bis 1990 von der Berliner Mauer gebildet wurde, setzt sich die Jahnstraße in der Gartenstadt Großziethen (Brandenburg) fort. | Doevelweg von Ringslebenstraße aus gesehen |
| Dröpkeweg (Lage)               | 0640                                    | Dröpke, altes Buckower Kossätengeschlecht                                                                                               | 15. Nov. 1970       | Zunächst wurde der Abschnitt der Straße 551 vom Heideläufer- zum Hogenestweg benannt und am 1. Februar 1974 auch der Teil der Straße 551 zwischen Hogenestweg und Am Eichenquast einbezogen, sodass die Straße zwischen Heideläuferweg und Am Eichenquast die Eigenheimsiedlung nach Süden abgrenzt. | Berlin-Buckow Dröpkeweg |
| Drusenheimer Weg (Lage)        | 0900                                    | Drusenheim, unterelsässischer Ort östlich von Haguenau, Département Bas-Rhin, Frankreich                                                | 19. März 1938       | Die Straße liegt zwischen Marienfelder Chaussee und Gerlinger Straße, weiter als Sackgasse bis an den Mauerweg an der Stadtgrenz. Sie gehört zu einem Viertel östlich der Drusenheimer Straße mit Straßennamen nach Orten aus dem Elsass, das 1918 im Ergebnis des Versailler Vertrags zu Frankreich kam. Zunächst wurde die Straße 69 des Bebauungsplans angelegt und benannt. Am 1. Juni 1975 wurde sie durch die Trasse von Straße 542 bis Rötepfuhl verlängert und am 15. Mai 1976 auch die Verbindungsstraße auf dem Zug der Straße 586 einbezogen. Am 1. Juni 1978 wurde auch der Abschnitt der Straße 542 südlich von Am Rötepfuhl zur Berliner Stadtgrenze (zu dieser Zeit stand hier die Berliner Mauer) einbezogen. Das „Töpchiner Dreieck“ westlich vom Drusenheimer zum Töpchiner Weg ist eine Reihen- und Doppelhaus-Siedlung. Östlich zwischen Gerlinger Straße und Stadtgrenze befindet sich die KGA Buckower Feldmark. Durch die Straße führt eine Buslinie der Berliner Verkehrsbetriebe bis zur Endhaltestelle am Südrand. Über die Stadtgrenze setzt sich ein Fußweg in ein Hundeauslaufgebiet auf Großziethener Flur fort. Im Norden setzt sich die Straße über die Marienfelder Chaussee im Quarzweg fort. Als Verbindung zwischen dem nördlicheren Straßenzug Alt-Buckow–Marienfelder Chaussee und dem südlichen Gerlinger Straße / Malchiner Weg gehören diese 680 Meter zum ergänzenden Hauptstraßensystem (Kategorie IV). | Berlin-Buckow Drusenheimer Weg |
| Dyrekeweg (Lage)               | 0290                                    | Ritter Dyreke (14. Jahrhundert), Landbesitzer in Buckow                                                                                 | 29. Nov. 2021       | Die Straße liegt im Neubaugebiet Buckower Felder. | |
| Egisheimer Weg (Lage)          | 0100                                    | Eguisheim, deutsch Egisheim, oberelsässische Weinbaugemeinde, Frankreich                                                                | 27. März 1939       | Die Straße 89 des Bebauungsplans war bereits vorher angelegt und wurde 1939 in einem Viertel mit den umliegenden Straße nach elsässischen Ort benannt. Dieses seit dem Deutsch-Französischen Krieg 1870/71 als Reichsland Elsaß-Lothringen zum Deutschen Reich gehörende Gebiet kam 1918 im Ergebnis des Versailler Vertrags zu Frankreich. Die Wohnstraße geht vom Breitunger Weg nach Osten als asphaltierte Straße ab und erschließt die hier liegenden Siedlungshäuser. | Berlin-Buckow Egisheimer Weg |
| Ernst-Arndt-Weg (Lage)         | 0150                                    | Ernst Arndt (1895–1980), Schulleiter in Buckow, Heimatforscher                                                                          | 26. Juni 1995       | Als Straße 619 des Bebauungsplans trassiert, geht sie vom Drusenheimer Weg nach Osten ab, nördlich vom Pfarrer-Wenke-Weg. Sie erschließt mit dem vorgenannten Weg die viergeschossigen Mehrfamilienneubauhäuser der 1990er Jahre. Arndt war Bürgerdeputierter im Ausschuss für Bauwesen und publizierte beispielsweise die Geschichte der Buckower Dorfkirche. | Berlin-Buckow Ernst-Arndt-Weg |
| Feldspatweg (Lage)             | 0920                                    | Feldspat, große Gruppe gesteinsbildender Minerale                                                                                       | 8. Aug. 1935        | Die Straße wurde 1933 als Ballodweg zwischen Feldmark und Vorländerweg angelegt und mit Einfamilienhäusern durch die Genossenschaft „Neue Scholle“ bebaut, benannt nach dem Volkswirtschaftler und Statistiker Carl Ballod (1864–1931), seit 1914 als Ordentlicher Professor an die Universität zu Berlin berufen. Die Straße in einem nach Gesteinen und Mineralien bebannanten Viertel liegt zwischen Quarz- und Muschelkalkweg, wobei die Verlängerung von Straße 96 bis Muschelkalkweg am 31. Oktober 1953 einbezogen wurde. | Berlin-Buckow Feldspatweg |
| Fenchelweg (Lage)              | 0120 (im Ortsteil)                      | Fenchel, Doldenblütler | 16. Aug. 1928       | Im Ortsteil liegt der Weg zwischen Distelfinkweg und ausschließlich dem Grundstück 36 des Glockenweges, der wie der weitere Verlauf des Fenchelwegs bis Teltowkanal und Johannisthaler Chaussee an der Ernst-Keller-Brücke zu Rudow gehört. 1928 wurden zunächst die Trassen der Straßen Nr. 5, 6, 101 und 104 des Bebauungsplans zusammengefasst und benannt. Am 29. März 1939 erhielt die Straße 35 ebenfalls den Namen Fenchelweg in einer Siedlung, in der die Straßen nach Heil- und Gartenpflanzen benannt sind. | Berlin-Buckow Fenchelweg |
| Fläzsteinpfad (Lage)           | 0180                                    | Fläzstein, Findling auf der Buckower Dorfaue                                                                                            | 1. Sep. 1968        | Die Straße 552 des Bebauungsplans ist ein Fußweg (amtlich so ausgewiesen) zwischen Rufacher Weg und Alt-Buckow. Der Zugang zu den anliegenden Grundstücken des Rufacher Wegs ist mit Gehwegplatten versehen und mit Verkehrspfosten abgesperrt und führt zum westlichen Straßenstumpf des nördlichen Straßenteils von Alt-Buckow und dort zur Bushaltestelle. Als bebautes Grundstück ist der Fläzsteinpfad 3 angegeben, eine Behinderten-Tagesstätte. Der eiszeitliche „Fläzstein“ wurde 1897 auf der Buckower Dorfaue als Denkmal für Kaiser Wilhelm I. geweiht. 1945 wurde der Buckower Fläzstein auf dem Dorfanger zerstört. | Berlin-Buckow Fläzsteinpfad |
| Försterweg (Lage)              | 0140                                    | Förster, allgemeiner Oberbegriff für Forstberufe                                                                                        | 1. Juni 1975        | Die Straße liegt zwischen Wildmeisterdamm und Landreiterweg in einer 30er-Zone und wurde entsprechend passend zu umliegenden Straßen benannt. Als Straße 112 des Bebauungsplans trassiert, liegen auf der Westseite die Grundstücke 1–5 (fortlaufend) und auf der Ostseite der Eichenpfuhl. | Berlin-Buckow Försterweg |
| Fritz-Erler-Allee (Lage)       | 630 + 440 (im Ortsteil)                 | Fritz Erler (1913–1967), Politiker, Widerstandskämpfer gegen das NS-Regime                                                              | 22. Feb. 1968       | Die Fritz-Erler-Allee gehört zwischen Grüner und Goldammerweg zum Ortsteil, jedoch liegen zwischen Juchaczek- und Grünem Weg nur die nördlichen Grundstücke im Ortsteil. Im Abschnitt Zadekstraße und Johannisthaler Chaussee liegt die Allee vollständig in Gropiusstadt, zwischen Johannisthaler Chaussee und Goldammerweg liegen wiederum die nördlichen Grundstücke im Ortsteil. Die Straße und die südliche Seite liegt vorwiegend in Gropiusstadt, der östliche Abschnitt grenzt mit der Nordseite an Rudow. Im Bebauungsplan wurde sie als Straße 484 trassiert. Sie liegt im Ortsteil als regionale Hauptstraße mit Anschluss an die Neuköllner Straße im Osten und Lipschitzallee und Johannisthaler Chaussee im Westen. | Berlin-Buckow Fritz-Erler-Allee · Fritz-Erler-Allee Ida-Wolff-Krankenhaus                                                                                            |
| Futhzeile (Lage)               | 0140                                    | Peter Futh, Windmüller in Buckow | 1. Sep. 1969        | Die am südlichen Stadtrand liegende als Straße 116 des Bebauungsplans trassierte, schmale, gepflasterte und mit Asphalt ausgebesserte Wohnstraße erschließt die mit Siedlungshäusern bebauten Grundstücke 1–9 (ungerade) auf der Südseite und 2–8 (gerade) auf der Nordseite zwischen Buckower Damm und Heideläuferweg. Im Mittelteil der Straße befindet sich ein Platz (12 × 20 Quadratmeter) mit Parkmöglichkeit. | Futhzeile vom Buckower Damm aus gesehen |
| Gaudacher Straße (Lage)        | 00100                                   | Gaudach, 1915–1918 sowie 1940–1944 benutzter deutscher Name des Ortes Jouy-aux-Arches in Lothringen, Département Moselle, Frankreich    | 19. März 1938       | Sie wurde als Straße 43 des Bebauungsplans trassiert und liegt zwischen Baldersheimer und Rademeierweg. In diesem Viertel liegen Straßen die Ortsnamen aus Elsaß und Lothringen tragen, das Gebiet kam 1918 im Ergebnis des Versailler Vertrags zu Frankreich. Nach Süden werden die Grundstücke 1–7a und 2a–6 der Gaudacher Straße über die Ortsteilgrenze am Nordrand des Rademeierwegs mit der Oranienburger Straße in Lichtenrade fortgeführt. | Berlin-Buckow Gaudacher Straße |
| Gensweg (Lage)                 | 0230                                    | Gens, alter Buckower Familienname | 29. Nov. 2021       | Die Straße liegt im Neubaugebiet Buckower Felder. | |
| Gerlinger Straße (Lage)        | 1290                                    | Gerlingen, Stadt bei Ludwigsburg, Baden-Württemberg                                                                                     | 1. Nov. 1972        | Die Stadtrandstraße liegt zwischen Buckower Damm und Drusenheimer Weg. Auf einem Kornfeld an der Gerlinger Straße wurde Anfang der 1990er Jahre an der Landesgrenze zu Brandenburg eine Stadtsiedlung errichtet. Die Straße wurde auf zuvor unbebauten Gelände angelegt. Die im Bebauungsplan trassierte Straße 540 wurde am 24. September 1996 einbezogen. Von der Straße befinden sich 340 Meter als regionale Hauptstraße am südlichen Berliner Stadtrand, diese setzt sich westwärts im Töpchiner Weg zur Bezirksgrenze nach Lichterfelde fort. Die Straße grenzt im Süden an den Landschaftspark Töpchiner Weg und die Kleingartenanlage Buckower Feldmark. Im Norden folgt nach einem Wohngebiet Industriebebauung und nach der Heinrich-Mann-Schule wieder Wohnbebauung. Die Grundstücksnummerierung 2–22 und 50–66 (gerade) sowie 25–29 und 49–51 (ungerade) kennzeichnet deren ungleiche Verteilung. Auf dieser Straße liegt ein Teilstück des „Britz-Buckower Weges“, Nummer 15 der 20 grünen Hauptwege Berlins. Ende der 1990er Jahre entstand südlich der Gerlinger Straße die Kleingartenanlage Buckower Feldmark als Ersatzflächen für jene Laubenkolonien, die im Norden Neuköllns dem 14. Bauabschnitt der Bundesautobahn A 100 zum Opfer gefallen waren. Am östlichen Straßenabschnitt liegt auf einer zuvor unbebauten Fläche am Stadtrand nördlich an der Christoph-Ruden-Straße entlang die Hans-Martin-Helbich-Siedlung mit Wohnbauten aus den 1970er Jahren (1974). Sie gehört der evangelischen Kirchengemeinde Alt-Buckow und Neu-Buckow. | Berlin-Buckow Gerlinger Straße · Berlin-Buckow Gerlinger Straße |
| Girlitzweg (Lage)              | 0320                                    | Girlitz, Finkenvogel | 9. Juni 1933        | Als Straße 36 des Bebauungsplans trassiert, liegt die angelegte Straße zwischen Distelfink- und Glockenblumenweg, dessen Straßenland in Rudow mit den Grundstücken 1 und 7–13 (ungerade) und 6–10 (gerade). Als zwei Meter breiter Fußweg mit 1,5 Meter breiten Grünstreifen auf beiden Seiten ohne Grundstückszuordnung führt die unter ihrem Namen zur Rudower Straße. Der Großteil der hier liegenden Siedlung mit nach Vogelarten benannten Straßen liegt in Rudow. | Berlin-Buckow Girlitzweg |
| Glimmerweg (Lage)              | 0770                                    | Glimmer, Silikatmineral | 8. Aug. 1935        | Die Straße liegt zwischen Basaltweg und In den Gärten. Im Jahr 1933 wurde der zunächst als Privatstraße 1 nach Bebauungsplan trassierte als Dietzgenweg angelegt und 1935 umbenannt, am 31. Oktober 1953 wurde er dann zum Basaltweg verlängert und am 1. Februar 1986 erfolgte die Verlängerung über den Quarzweg hinaus. Die Privatstraße 98 nach Bebauungsplan wurde am 25. März 1999 einbezogen. Die Anliegerstraße endet vor der Straße In den Gärten für Autos als Sackgasse. Auf dieser Straße liegt ein Teilstück des Britz-Bucker Weges, Nummer 15 der 20 grünen Hauptwege Berlins. Die Umbenennung 1935 der nach dem sozialistischen Philosophen Josef Dietzgen benannten Straße erfolgte wie weitere Straßen der Umgebung (nach ideologisch neutralen) Mineralien und Gesteinen in diesem Siedlungsgebiet. Östlich vom Quarzweg liegt die Siedlung Neue Scholle, die 1932 als Erwerbslosen-Siedlung „Neue Scholle“ eingeweiht wurde. | Berlin-Buckow Glimmerweg |
| Glockenblumenweg (Lage)        | 0370 (im Ortsteil)                      | Glockenblumen, Zierpflanze | 16. Aug. 1928       | Der Glockenblumenweg gehört zwischen Johannisthaler Chaussee und Stubenrauchstraße zu Rudow, im Ortsteil liegen die Grundstücke 2–36 (gerade) an der Südseite des Weges zwischen Johannisthaler Chaussee und Fenchelweg. Der Weg ist als Straße 5 des Bebauungsplans trassiert für die nach Zier- und Heilpflanzen benannte Siedlung zwischen Teltowkanal, Stubenrauchstraße, Rudower Straße und Johannisthaler Chaussee, deren kleinerer südwestlicher Teil im Ortsteil liegt, in Buckow-Ost. Für 1934 sind diese Straße im Adressbuch alle Rudow zugeordnet. | Berlin-Buckow Glockenblumenweg |
| Goldammerstraße (Lage)         | 0260 (im Ortsteil)                      | Goldammer, Singvogel | 9. Juni 1933        | Der Goldammerweg liegt in Gropiusstadt, zum Ortsteil gehören die Grundstücke 38–64 (gerade) zwischen Fritz-Erler-Allee und der Ortsteilgrenze halbenwegs zwischen Buchfink- und Baumläuferweg. Vorher Straße Nr. 17 des Bebauungsplans, verlief in einem Teil der Trasse der Gärtnereiweg, eine Umbenennung hat nicht stattgefunden. Die Straße verlief bis 1967 zwischen Stieglitzweg und Rudower Straße. 1968 wurde sie westwärts zur im selben Jahr angelegten und benannten Fritz-Erler-Allee verlängert. 1969 fiel der (vermutlich unbebaute Teil) zwischen Baumläuferweg und Rudower Straße weg, und die Straße verlief nur noch zwischen Fritz-Erler-Allee und Baumläuferweg. 1970 entstand mit der Bebauung der vorhandene bogenförmige Verlauf zwischen Baumläuferweg und Lipschitzallee. Die Straßen der Umgebung über Ortsteilgrenzen sind nach Vogelarten benannt. | Goldammerstraße |
| Goldhähnchenweg (Lage)         | 0340                                    | Goldhähnchen, Singvogel | 9. Juni 1933        | Als Straße 53 des Bebauungsplans trassiert, liegt die Straße in einem Siedlungsgebiet, in dem die Straßen der Umgebung über Ortsteilgrenzen nach Gropiusstadt, Britz und Rudow nach Vogelarten benannt sind, zwischen Grüner und Möwenweg, nordöstlich parallel zur Rudower Straße. | Berlin-Buckow Goldhähnchenweg |
| Graphitweg (Lage)              | 0350                                    | Graphit, natürlich vorkommende Form des Kohlenstoffs                                                                                    | 31. Okt. 1953       | Die Siedlungsstraße mit den Grundstücken 1–39 (ungerade) und 2–40 (gerade) wurde bei der Verdichtung der hier liegenden Bebauung zwischen Feldspat- und Muschelkalkweg angelegt, parallel zum westlichen Feldspat- und dem östlichen Basaltweg. Die Benennung erfolgte passend zu den 1953 in dem Siedlungsgelände bereits vorhandenen umgebenden Straßen nach Gesteins- und Mineralarten. In der Hälfte der Straßenlänge kreuzt ein Fußweg, der westlich anliegende Grundschule am Sandsteinweg mit der östlich angelegten Einrichtung zur Kinderbetreuung (ehemals Kita, aktuell Hort, in Zukunft wieder Kita) verbindet. In nördlicher Richtung endet der befahrbare Graphitweg in einen Fußweg, der zur Parksiedlung Spruch führt. | Berlin-Buckow Graphitweg |
| Grasmückenweg (Lage)           | 0170                                    | Grasmücke, Singvogel | 16. Aug. 1928       | Die als Straße 29 des Bebauungsplans trassierte Siedlungsstraße führt als gepflasterte Sackgasse (Anlieger frei) südwärts vom Birkhuhnweg und endet an einem Wendehammer 50 Meter vor der Rudower Straße, zu der ein Fußweg weiterführt. Zugeordnet sind die Grundstücke 1–7 (gerade) und 4–12 (gerade). | Berlin-Buckow Grasmückenweg |
| Grauwackeweg (Lage)            | 0280                                    | Grauwacke, Sedimentgestein | 4. Jan. 1955        | Vorher als Straße 129 des Bebauungsplans trassiert, wurde sie 1955 in der Siedlung mit Straßennamen nach Gesteinen und Mineralien passend benannt und in unbebautem Gelände angelegt. Die breite Wohnstraße liegt zwischen Marienfelder Chaussee und Sandsteinweg und bildet die Zufahrt zu der hier liegenden Siedlung. Der Bebauungsplan um den Grauwackeweg wurde im Oktober 1957 aufgestellt, dabei wurden die Wohnbauten festgelegt, der Sandsteinweg verlängert und im Nordbogen der Hornblendeweg, im Südbogen der Schlierbacher Weg angelegt. | Berlin-Buckow Grauwackeweg |
| Großcreutzweg (Lage)           | 0360                                    | Großcreutz, alteingesessene Buckower Bauernfamilie                                                                                      | 1. Sep. 1969        | Die Straße mit den Grundstücken 1–7a (ungerade) und 2–8a (gerade) liegt zwischen Hasenheger- und Am Eichenquast Dröpkeweg. 1969 wurde unter diesem Namen der Abschnitt der Straße 110 zwischen der Straße 104 und der Straße 551 des Bebauungsplans angelegt und nach einer Buckower Persönlichkeit wie bei den anliegenden Straßen benannt. | Berlin-Buckow Großcreutzweg |
| Grüner Weg (Lage)              | 1050 (im Ortsteil)                      | (einst) Weg zu den Britzer Wiesen | vor 1911            | Der Grüne Weg liegt zwischen Gutschmidtstraße und der Kielingerstraße über die Buschkrugallee und am Nordende den Ortolanweg hinweg und bildet die Grenze zum Nachbarortsteil Britz, wobei das Straßenland und die westlichen Grundstücke zu Britz gehören. Im Ortsteil liegen die Grundstücke 5–15 an der Kielingerstraße 33–87 am Kolibriweg. Der Grüne Weg ist auf einer Karte von 1911 in Buckow und Britz namentlich eingezeichnet und verlief im Bebauungsplan als Straße 230 trassiert von der Johannisthaler Chaussee zur Rudower Straße / Buschkrugallee. Im Adressbuch 1925 ist er von der Johannisthaler Chaussee bis Gemarkung Britz mit zwei bebauten und weiteren unbebauten Grundstücken verzeichnet. Für 1934 ist er für Buckow mit den östlich abgehenden Straßen Feld-, Rotschwanz-, Zaunkönigs- und Kolibriweg zwischen Rudower Straße und Johannisthaler Chaussee mit vier bebauten Grundstücken (ohne Nummerierung), mehreren Baustellen und zur Johannisthaler Chaussee einer Gärtnerei und Ackerland verzeichnet, die gegenüberliegende Straßenseite gehört zu Britz und ist als Ackerland vermerkt. Am Ortolanweg war 1972 unmittelbar an die „Britzer Wiesen“ grenzend mit einer das Ortsbild verändernden Bebauung begonnen. Vom Grünen Weg in den Ortolanweg hinein entstanden achtgeschossige Häuser. Die auf Britzer Gelände liegende Kielinger Straße wurde dabei als Verlängerung des Ortolanwegs zur Anbindung an die Parchimer Allee neu geschaffen und es entstand am Nordende des Grünen Weges eine geschlossene Bebauung. | Buckow Grüner Weg · Berlin-Buckow Grüner Weg |
| Grünlingweg (Lage)             | 0150 (im Ortsteil)                      | Grünling, Singvogelart | 17. Nov. 1955       | Der östliche Abschnitt des Weges liegt als verkehrsberuhigte Stichstraße im Ortsteil, über den Grünen Weg nach Westen setzt er sich ebenfalls als Sackgasse in Britz fort. Die Straße, vorher als Straße 1 im Bebauungsplan trassiert, wurde am 9. Juni 1933 als Grünlingstraße benannt. Am 18. November 1955 erhielt er zusammen mit der Straße 271 den Namen Grünlingweg. | Berlin-Buckow Grünlingweg |
| Grünsteinweg (Lage)            | 0270                                    | Grünstein, ein Mineral | 6. März 1957        | Als Straße 134 im Bebauungsplan trassiert, wurde er 1957 auf unbebauten Gelände neu angelegt und erhielt den Namen passend zu den bereits bestehenden, nach Gesteinen und Mineralien benannten Straßen der hier liegenden der Eigenheimsiedlung (Kriegersiedlung „Neue Heimstatt“). Er liegt auf dem Gelände einer von der Jüdischen Gemeinde für einen zweiten Friedhof gekauften Fläche, auf der dann 1944 eine Behelfsheimsiedlung für ausgebombte Bürger errichtet worden war. Er liegt zwischen Quarz- und Tropfsteinweg parallel zum westlicher liegenden Schieferweg. | Berlin-Buckow Grünsteinweg |
| Haewererweg (Lage)             | 0480                                    | Karl Ludwig Haewerer, besaß in Buckow ein Vierhüfnergut (ein Gut von vier Hufen)                                                        | 1. Aug. 1966        | Die ruhige Wohnstraße zwischen An den Achterhöfen und der Warmensteiner Straße liegt am südlichen Berliner Stadtrand und ist nach Bebauungsplan als Straße 46 trassiert. Der Landschaftspark Töpchiner Weg liegt in der Nähe, am südlichen Ende liegt das Leonardo-da-Vinci-Gymnasium. Hier ist die Straße an der Ecke zum Lindholzweg für Autos gesperrt und nur Fußgänger und Radfahrer können passieren. | Berlin-Buckow Haewererweg · Leonardo-da-Vinci-Gymnasium |
| Hasenhegerweg (Lage)           | 0620                                    | kurfürstlicher Hasenheger | 1. Sep. 1969        | Die Straße liegt zwischen Heideläuferweg und Am Eichenquast, am Landreiterweg biegt sie von Ost-West nach Südost ab. Dieser Verlauf entspricht dem Verlauf der Straße 79 und dann schräg nach Südost der Straße 104, die als nach Bebauungsplan nummerierte Straßen 1969 benannt wurden. Die Straße erhielt ihren Namen nach dem kurfürstlichen Hasenheger, der die Aufsicht über den Wildbestand in der Hasenheide führte, der Buckower Hasenheger hatte die Kontrolle über das hier im 17. Jahrhundert angelegte Hasengehege. Am Westende der Straße, dem Heideläuferweg, liegt die Jugendverkehrsschule Neukölln, im folgenden Verlauf nach Osten ist die Straße mit ein- und zweigeschossigen Eigenheimen bebaut. | Hasenhegerweg von Am Eichenquast aus gesehen |
| Heideläuferweg (Lage)          | 1030                                    | Heideläufer, alte Berufsbezeichnung für einen im Auftrag des Magistrats von Berlin tätigen Förster oder Heger                           | 1. Sep. 1969        | Die als Straße 106 des Bebauungsplans trassierte und angelegte Straße hieß im Mittellauf Feldstraße. Die dann 1969 durchgehend benannte Straße liegt östlich vom Buckower Damm zu diesem parallel zwischen Johannisthaler Chaussee und Stuthirtenweg, da dieser hier als Teil des Mauerweges als Fußweg ausgelegt ist, bildet das Südende der Straße zur Stadtgrenze nach Großziethen ab Futhzeile eine Sackgasse mit einem Wendehammer und einem fußläufigen Durchgang nach Brandenburg und zum Mauerweg. Im Südteil der Straße befinden sich Einfamilienhäuser, insbesondere nördlich der Ringslenestraße folgt dann Bebauung mit mehrstöckigen Wohnhäusern ab den 1970er Jahren, die teilweise straßenfern hinter Gründflächen mit Laubbäumen liegen. Nördlich vom Dröpkeweg folgen wiederum (insbesondere auf der Ostseite) Einfamilien-Eigenheime, auf der Westseite stehen auch Mehrfamilienhäuser. | Heideläuferweg von Ringslebenstraße aus nordwärts gesehen |
| Heimsbrunner Straße (Lage)     | 0460                                    | Heimsbrunn, oberelsässische Gemeinde im Département Haut-Rhin, Frankreich                                                               | 27. März 1939       | Als Straße 88 des Bebauungsplans trassiert, liegt sie in Buckow 1 in einem Viertel, in dem Straßen in der Zeit des Nationalsozialismus nach Orten in Elsaß-Lothringen benannt wurden, die im Ergebnis des Versailler Vertrages zu Frankreich kamen. Die Straße liegt entlang der Ortsteilgrenze zu Britz zwischen Breitunger Weg und Leonberger Ring, fortgesetzt nach Westen im Bienwaldring nach Ost durch den Rufacher Weg. | Berlin-Buckow Heimsbrunner Straße |
| Hochspannungsweg (Lage)        | 0240                                    | vormalige Stromtrasse zwischen Adlershof und Lichtenrade                                                                                | 9. Juni 1933        | Der Hochspannungsweg liegt in der Trasse einer vormaligen Hochspannungsleitung von Adlershof zum Gewerbegebiet in Mariendorf. Der Weg ist eine Stichstraße vom Laubsängerweg nach Nordost abgehend, an der Ostseite der Straße befindet sich der Westrand der KGA Fliedergrund. Weitere begeh- und befahrbare Abschnitte entlang der vormaligen Trasse geben ohne zugeordnete Grundstücke Fuß- und Zugangswegen in Britz und Gropiusstadt auch amtlich den gleichen Namen. In Höhe Ortolanweg bestanden bis in die 1990er Jahre im Zweiten Weltkrieg geschaffene für den zivilen Luftschutz erbaute Bunkeranlagen. Der Bunker neben dem Hochspannungsweg wurde zeitweise als Depot für pyrotechnische Artikel genutzt, er wurde gesprengt und abgetragen und heute mit der Kindertagesstätte bebaut. Im Adressbuch von 1934 ist er zwischen Laubsängerweg und dem Grenzweg mt den bebauten Grundstücken 1–11 (fortlaufend) auf der westlichen Seite und Parzellen (heute: KGA Fliedergrund) auf der östlichen Seite angegeben. 1943 sind zwischen Laubsänger- und Wiedehopfweg (der über den Schirmvogelweg hinweggeht) auf der Ostseite mit Besitzernamen angegebene Einfamiliengrundstücke, teilweise mit Sommerhaus bezeichnet und auf der Westseite die Grundstücke 2–20 (gerade) mit Einfamilienhäusern angegeben. Im aktuellen Verzeichnis sind die in der KGA Fliedergrund liegenden Grundstücke 1–29 (ungerade) und auf der Westseite 2–22 (gerade) für den Hochspannungsweg im Ortsteil angegeben. Die Hochspannungsleitung bestimmte bis in die 1960er Jahre die Straßentrassen, neben ihr wurden später überbaute Flächen freigehalten, verblieben ist der Hochspannungsweg. Solcheine freigehaltene Fläche liegt nördlich des Bebauungsplans um den Grauwackeweg, der im Oktober 1957 aufgestellt wurde. | Berlin-Buckow Hochspannungsweg |
| Hogenestweg (Lage)             | 0280                                    | Hogenest, Buckower Rittergutsgeschlecht im 15. und 16. Jahrhundert                                                                      | 1. Sep. 1969        | Die Siedlungsstraße im Eigenheimgebiet östlich vom Buckower Damm liegt parallel zu weiteren nach Buckower Bauerngeschlechtern benannten Straßen zwischen Hasenheger- und Dröpkeweg. Im Bebauungsplan ist sie als Straße 108 bis zur Stadtgrenze am Grenzweg trassiert und wurde zwischen Straße 104 und Straße 114 angelegt und benannt, sie ist mit ein- und zweigeschossigen Ein- und Mehrfamilienhäusern bebaut. | Berlin-Buckow Hogenestweg |
| Hornblendeweg (Lage)           | 0450                                    | Hornblende, Silikatmineral | 4. Jan. 1955        | Als Straße 132 des Bebauungsplans trassiert, liegt er vom und zum Sandsteinweg nordwärts im Bogen abgehend im Ostteil der Siedlung „Neue Heimstatt“. Das Gelände war 1918 von der Jüdischen Gemeinde für einen zweiten Jüdischen Friedhof von den Buckower Bauern Rohrbeck und Ziedrich gekauft worden. Das Gelände wurde 1939 in der Zeit des Nationalsozialismus von der Reichshauptstadt übernommen und 1944 wurde von der Naziregierung auf diesem Gelände eine Behelfsheimsiedlung zur Unterbringung „luftkriegsbetroffener“ Personen errichtet, die eine Lebensdauer von fünf Jahren haben sollten. 1950 ging das Gelände in das Eigentum der Stadt Berlin über und das Bezirksamt Neukölln sorgte für die noch bestehenden Behelfsheime. In den Jahren 1951–1955 wurde die Siedlung mit neuangelegten Straßen erbaut, die zunächst als Schlackewege ausgeführt und ab 1967 asphaltiert wurden. Die Namensgebung der Straßen erfolgte zumeist in Anlehnung an den Quarzweg nach Gesteinen und Mineralien. | Berlin-Buckow Hornblendenweg |
| Ibisweg (Lage)                 | 0390                                    | Ibis, Schreitvogelart | 1. Mai 1977         | Der Ibisweg liegt als Sackgasse südlich vom Ortolanweg, am Südende führt ein Fußweg weiter zum Laubsängerweg. Ab 1972 war für den Ortolanweg, ein damals unbefestigter Feldweg am Südrand der Britzer Wiesen, eine großzügige Umgestaltung mit vielgeschossiger Wohnbebauung vorgesehen, von ihm ging der Ibisweg und dessen teilweise zur Rudower Straße führenden Parallelstraßen ab. Der Ibisweg wurde zwischen Tränke- und Wendehalsweg auf der Trasse der Straße 567 des Bebauungsplans eingeschoben und ist als sechs Meter breite asphaltierte Siedlungsstraße mit Gehwegen auf beiden Seiten und mit ein- und zweigeschossigen Ein- und Mehrfamilienhäusern bebaut. | Berlin-Buckow Ibisweg |
| Im Amtmannsgarten (Lage)       | 0230                                    | mit Lokalbezug, er liegt wohl auf dem Gelände, auf dem der Buckower Amtmann seinen Garten hatte                                         | 1. Aug. 1966        | Die Zufahrtssackgasse, als Straße 128 des Bebauungsplans trassiert, erschließt dreigeschossige Wohnhäuser südlich von Alt-Buckow, sie geht als Fahrstraße nach Norden von An den Achterhöfen ab. 90 Meter nördlich biegt die Straße nach Westen ab und setzt sich (östlichen Knickpunkt) nach Norden der Landschöppenweg als Fußweg nach Alt-Buckow fort. Die Fortsetzung am Westende vor dem Friedhof Buckow als Fuß- und Radweg zur Straße Alt-Buckow wurde am 1. Dezember 2004 in Pfarrer-Vogelsang-Weg benannt. | Im Amtsgarten von Pfarrer-Vogelsang-Weg (Friedhof Buckow) aus gesehen                                                                                                |
| Imbuschweg (Lage)              | 0140 (im Ortsteil)                      | Heinrich Imbusch (1878–1945), Bergarbeiter, Widerstandskämpfer gegen das NS-Regime                                                      | 1. Aug. 1965        | Der Imbuschweg zwischen Zadekstraße und Otto-Wels-Ring gehört mit den Grundstücken 23–31a zum Ortsteil, die Südseite der Straße und die Fortführung nach Ost über die Johannisthaler Chaussee wurden bei der Bildung des Ortsteils Gropiusstadt aus Buckow-West herausgelöst. Angelegt wurde die Straße 1928 als Auerhahnweg, am 1. Februar 1966 wurde die Straße 486 des Bebauungsplans mit einbezogen. Der Auerhahnweg wurde am 16. August 1928 nach der Vogelart auf der Trasse der Straße 68 zwischen Triftweg und einer zunächst namenlosen Straße benannt. Im Adressbuch 1934 ist dieser zwischen Grüner Weg und Triftweg über den Henkelsweg hinweg auf der Nordseite mit den Grundstücken 23–33 (ungerade) und südlich mit 24–34 (gerade) angegeben. Mit der Bebauung der Gropiusstadt in der Nähe des Otto-Wels-Rings veränderte sich die Trassenführung und die Umbenennung erfolgte. An der in Buckow liegenden Nordseite ist er mit Einfamilienhäusern bebaut, an der Gropiusstädter Südwestseite liegt das Parkhaus und über die Johannisthaler Chaussee hinweg grenzt er nördlich an die Gropius Passagen. Mit dem Bebauungsplan XIV/102 zur BBR-Trababtenstadt (heute Gropiusstadt) wurden die westlichen Abschnitte vom Uhu- und vom Auerhahnweg (Straße 22 und 23) und die südliche Fortsetzung des Kormoranwegs zur Johannisthaler Chaussee durch die Gebäude des Otto-Wels-Rings überbaut. | Berlin-Buckow Imbuschweg |
| In den Bauerngärten (Lage)     | 0280                                    | alter Flurname | 29. Nov. 2021       | Die Straße liegt im Neubaugebiet Buckower Felder. | |
| In den Gärten (Lage)           | 0430                                    | Vermarktungskonzept mit dem Begriff der vormals hier liegenden Gärten des Dorfes Buckow                                                 | 1. Dez. 2000        | Die Straße liegt zwischen Marienfelder Chaussee und über den Glimmerweg als Sackgasse. Bis zur Umbenennung hieß sie Straße 100. Seit den 1950er Jahren war die Straße 100 als Vorbehaltsfläche für die Bundesautobahn freigehalten worden. Die Trasse wäre am Buckower Ortskern sechsspurig geführt worden, wurde aber mit der Britzer Bundesgartenschau Anfang der 1980er Jahre abgelöst. Die so verbliebene Freifläche um die Straße In den Gärten wurde neu genutzt. Anfang der 1990er Jahre wurden für Berlin als Bundeshauptstadt Konzepte für Wohnbauten innerhalb des freigeblieben Grünzugs geplant. Die GAGFAH schuf mit Hilfe der Hamburger Architektin Ina Ingrid Hassenstein Entwürfe für die drei- bis fünfgeschossige Wohnbebauung zu Eigentumswohnungen, die als „In den Gärten“ vermarktet wurden. | Berlin-Buckow In den Gärten |
| Johannisthaler Chaussee (Lage) | 1210 + 800 (im Ortsteil)                | Johannisthal, westlicher Nachbarort, heute Ortsteil des Berliner Bezirks Treptow-Köpenick                                               | vor 1911            | Die Straße liegt geteilt in einem nordöstlichen Abschnitt und den Grundstücken 164–210 (gerade) und 183–213, 221–263 (ungerade) zwischen Fritz-Erler-Allee und Ortolanweg in Buckow 2 und einem westlichen zwischen Buckower Damm und Kölner Damm mit den Grundstücken und 387–443 (ungerade) 392–440 (gerade) (ausgenommen zu beiden Seiten des Bahngeländes an der Nordseite) in der Lage Buckow 1 im Ortsteil. Weitere Abschnitte der Straße liegen in Baumschulenweg, Britz, Rudow, und zwischen den Buckower Teilen in Gropiusstadt, zudem liegt die jeweilige Ortsteilgrenze teilweise parallel am Straßenrand entlang. Im Ortsteil ist die Chaussee meist in zwei Fahrbahnen zweispurig mit einem begrünten Mittelstreifen und Parkspur oder Parktaschen. Die Johannisthaler Chaussee ist in den Karten von 1911 und 1920 zwischen Bahnhofstraße (heute Wildmeisterdamm, Buckow) und Rudower Straße (Rudow) eingezeichnet. 1929 wurde die Verlängerung in Treptow (Johannisthal) ebenfalls Johannisthaler Chaussee benannt. Am 1. Juni 1975 wurde der Teil des Wildmeisterdamms in Verlängerung der Johannisthaler Chaussee bis Buckower Damm einbezogen. Im Adressbuch von 1934 ist die Chaussee für Buckow zwischen Teltower Kanal / Ernst-Keller-Brücke und Bahnhofstraße und kreuzt in dieser Richtung Ortolan-, Birkhuhnweg, Rudower Straße, Baumläufer-, Buchfinken-, Trift-, Henkels-, Grüner Weg, Tischlerzeile und Neukölln-Mittenwalder Eisenbahn, wobei ab Triftweg Ackerland angegeben ist. Die bebauten Grundstücke sind nicht nummeriert, sondern nach dem Eigentümer benannt. | Berlin-Buckow Johannisthaler Chaussee · Berlin-Buckow Johannisthaler Chaussee · Berlin-Buckow Johannisthaler Chaussee · Berlin-Buckow Johannisthaler Chaussee        |
| Juchaczweg (Lage)              | 0220                                    | Marie Juchacz (1879–1956), Politikerin, Widerstandskämpferin gegen das NS-Regime                                                        | 1. Feb. 1965        | Nach dem Tod von Marie Juchacz am 28. Januar 1956 wurde ein Teil des um 1919 angelegten Henkelswegs nach ihr benannt. Die Straße geht von der Fritz-Erler-Allee gegenüber dem Otto-Wels-Ring nach Norden ab. Der Henkelsweg wurde zwischen 1918 und 1920 benannt. Der Name Henkelsweg (anfangs Henkels Weg) geht auf eine Buckower Bauernfamilie zurück, denen wohl hier das Land gehörte, auf der Karte von 1920 ist sie namentlich eingezeichnet. An der Straße liegen die bebauten Grundstücke 10–22 (gerade) und 1, 11, 21 (ungerade), dabei gehören 1, 10 und 12 zum Vivantes Klinikum Neukölln, vor dessen Gelände die Straße nordostwärts an einer Einfahrt mit einem Wendehammer endet, auf 11 liegt eine Kita, auf 21 das Ida-Wolff-Geriatriezentrum. Am 15. April 1966 wurde der Henkelsweg aus dem Straßenregister gelöscht, da das Straßenland des verbliebenen Teils auf Krankenhausgelände lag und teilweise von der südlicher liegenden Siedlung überbaut war. Am südlichen Straßenende an der Kreuzung der Fritz-Erler-Allee stößt von Südwest die Ortsteilgrenze zu Gropiusstadt an, der Juchaczweg liegt komplett im nordöstlichen Buckow 2. Im Adressbuch 1934 sind für den Henkelsweg zwischen Johannisthaler Chaussee und Rudower Straße elf nach dem Besitzer benannte, unnummerierte Wohnhäuser und das Krankenhaus Neukölln unter Rudower Straße 56 sowie mehrere als Baustellen bezeichnete unbebaute Grundstücke genannt. Zu dieser Zeit enden an der östlichen Straßenseite Feld-, Uhu- und Auerhahnweg. 1943 sind die mit den Eigentümernamen bezeichneten 20 Einfamilienhäuser noch nicht nummeriert, zwischen Johannisthaler Chaussee und Einsiedlerweg liegt Ackerland und es gibt mehrere Sommerhäuser, Uhu- und Auerhahnweg kreuzen. An der Ostseite liegt zwischen Rudower Straße und Einsiedlerweg das Städtische Krankenhaus und südlich anschließend unbebautes Baustellengelände. Für 1954 ist der Henkelsweg im Süden am Einsiedlerweg (Fritz-Erler-Allee) begrenzt, das „Städtische Krankenhaus Neukölln“ liegt am Ostrand im Norden der Straße zum Triftweg (heute Zadekstraße). Mit dem Bebauungsplan XIV/102 zur BBR-Trababtenstadt (heute Gropiusstadt) wurden die westlichen Abschnitte vom Uhu- und vom Auerhahnweg (Straße 22 und 23) und die südliche Fortsetzung des Kormoranwegs zur Johannisthaler Chaussee durch die Gebäude des Otto-Wels-Rings überbaut. | Berlin-Buckow Juchaczweg · Berlin-Buckow Juchaczweg Ida-Wolff-Krankenhaus                                                                                            |
| Kalksteinweg (Lage)            | 0660                                    | Kalkstein, Gesteinsart | 12. Nov. 1965       | Viele Straßen in dieser Siedlung sind nach Mineralien benannt. An der ruhigen Wohnstraße, die zwischen Schieferweg und als Sackgasse über den Asbestweg liegt, stehen überwiegend Einfamilienhäuser. Es gibt mehrere Stichstraßen, die auf der Südseite an der Parksiedlung Spruch enden. Diese Straße ist nach dem Kalkstein benannt, der im Berliner Raum in Rüdersdorf großflächig abgebaut wird. Die Straße 457 des Bebauungsplans wurde 1965 bei ihrer Bebauung angelegt und benannt. Am 1. September 1972 wurden südwärts abgehenden Seitenstraßen Straße 118 mit den Stichstraßen 118b, 118c und 118d einbezogen. Am 1. September 1985 erhielt auch die Stichstraße 118a diesen Namen. Die Straße liegt in der Siedlung nördlich der „Neuen Heimstatt“ entlang der Parksiedlung Spruch, die von den Grundstücken der vier 50 Meter langen, stumpf oder mit Wendeplätzen endenden Seitenstraßen des Kalksteinwegs durch Heckenreihen getrennt ist. | Berlin-Buckow Kalksteinweg |
| Kernbeißerweg (Lage)           | 0090                                    | Kernbeißer, Singvogel, Art der Finken                                                                                                   | 1. Sep. 1969        | Die Straße mit den Grundstücken 4–12 (gerade) ist eine Stichstraße vom Girlitzweg nach Nordwest in einem Wendehammer endend. Trassiert wurde sie im Bebauungsplan als Stichstraße 476. 1954 ist der Distelfinkweg als durchgehend eingezeichnet und bildet mit dem Girlitzweg einen Platz mit der ungefähren Lage des heutigen Kernbeißerweg, der 1969 passend zu den umliegenden Straßen nach einer Singvogelart benannt wurde. Auf dem Großen Berliner Stadtplan ist der Distelfinkweg noch zur Johannisthaler Chaussee führend geplant angegeben. Die zur Straße gehörenden Eigenheime an der nördlichen Straßenseite sind bereits teilweise durch neuere mehrgeschossige Exklusivhäuser ersetzt. Zur Johannisthaler Chaussee stehen dieser zugeordnete Eigenheime, die den Durchgang versperren. | Berlin-Buckow Kernbeißerweg |
| Kestenzeile (Lage)             | 0460                                    | Wilhelm Kesten (1869–1952), Buckower Bauer und Kommunalpolitiker                                                                        | 1. Aug. 1968        | Die Kestenzeile, Straße 45 des Bebauungsplans, liegt zwischen Haewererweg (An den Achterhöfen) und Christoph-Ruden-Straße. Mitte der 1970er Jahre entstand an der Christoph-Ruden-Straße, der Kestenzeile und auf dem Gelände südlich des Mittelstufenzentrums am Buckower Damm ein umfangreiches Neubaugebiet. Der westliche Straßenabschnitt bis Lindholzweg liegt in einer Eigenheimsiedlung. Dieser Straßenteil südlich vom Dorfkern ist bis Straße 48 (heute Lindholzweg) um 1954 bereits angelegt. Am 1. Mai 1977 erhielt die Straße 576 ebenfalls den Namen Kerstenzeile und ist mit achtgeschossigen Wohnhäusern bebaut. 1974 entstand am Abschnitt zur Christoph-Ruden-Straße ein umfangreiches Neubaugebiet, die Hans-Martin-Helbich-Siedlung auf einer zuvor unbebauten Fläche am Stadtrand, sie gehört der evangelischen Kirchengemeinde Alt-Buckow und Neu-Buckow. | Berlin-Buckow Kestenzeile |
| Keuperweg (Lage)               | 0150                                    | Keuper, Gesteinsart von sandigem Ton aus der Erdzeit des Keuper                                                                         | 31. Okt. 1953       | Die Zufahrtsstraße zu den Häusern liegt parallel zu Grauwacken- und Feldspatweg zwischen Sandstein- und Muschelkalkweg. Er gehört zur Siedlung „Neue Heimstatt“ und wurde mit dieser im Bereich der vormals hier stehenden Behelfsheimsiedlung für ausgebombte Berliner angelegt. | Berlin-Buckow Keuperweg |
| Knyphausenweg (Lage)           | 0280                                    | Friedrich Ernst zu Innhausen und Knyphausen (1678–1731), preußischer Kammerherr, Besitzer des Gutes Britz                               | 29. Nov. 2021       | Die Straße liegt im Neubaugebiet Buckower Felder. | |
| Kohlmeisenweg (Lage)           | 0120                                    | Kohlmeise, Singvogel | 16. Aug. 1928       | Er wurde als Straße 30 des Bebauungsplans trassiert und 1928 angelegt. Er geht als Stichstraße vom Birkhuhnweg nach Süden ab. 1943 ist er im Adressbuch zwischen Birkhuhnweg und Feldmark angegeben, rechte Seite mit den Einfamilienhäusern 6–12 (gerade) bebaut (heute sind 2–14 und 1–15c ausgewiesen), die weiteren Grundstücke sind unbebaut und auf der linken Seite liegt Ackerland. | Berlin-Buckow Kohlmeisenweg |
| Kolibriweg (Lage)              | 0250                                    | Kolibri, Vogelfamilie | 28. Aug. 1928       | Als Straße 8 des Bebauungsplans trassiert, geht er als Sackgasse vom Kormoranweg nach Westen ab. Er ist sowohl mit Einfamilien-, als auch mit Mehrfamilienhäusern bebaut und endet in einem Wendehammer. Von diesem geht ein 40 Meter langer mit Gehwegplatten belegter Fußweg zur Ortsteilgrenze an der Kreuzung Grüner Weg / Fritz-Erler Allee. Im Adressbuch von 1943 sind die Grundstücke 7 und 17–25 (links) und 10–20 und 24 zwischen dem noch unbebauten Kormoranweg und dem Grünen Weg mit Einfamilienhäusern bebaut, zwischen Grundstück 8 und Kormoranweg ist noch Ackerland verzeichnet. | Berlin-Buckow Kolibriweg |
| Kolkrabenweg (Lage)            | 0330                                    | Kolkrabe, Sperlingsvogel | 9. Juni 1933        | Die Straße mit den Grundstücken 7–37 und 8–40 geht als Sackgasse vom Laubsängerweg nordostwärts ab und führt nicht zum Ortolanweg durch. Er endet in einem unbefestigten Wendeplatz vor der Kita (Ortolanweg 94), für die ein Hochbunker aus dem Zweiten Weltkrieg abgerissen wurde. Die gesamte Bunkeranlage lag am Ortolanweg den Britzer Wiesen zu. Der Kolkrabenweg liegt parallel zwischen Wendehals- und Hochspannungsweg. | Berlin-Buckow Kolkrabenweg |
| Kölner Damm (Lage)             | 0820 (im Ortsteil)                      | Köln, kreisfreie Stadt in Nordrhein-Westfalen                                                                                           | 1. Sep. 1969        | Der Kölner Damm grenzt den Ortsteil von Gropiusstadt ab, in dem das Straßenland liegt. Im Ortsteil liegen die Grundstücke 65–83 (ungerade) und der Südrand der Straße zwischen der Johannisthaler Chaussee in Höhe des Hugo-Heinemann-Wegs entlang der Mittenwalder Eisenbahnlinie. Köln ist eine Partnerstadt des Bezirks Neukölln. Er war vorher der vom Wildmeisterdamm zur Straße 489 führende Abschnitt der Straße 513 des Bebauungsplans. Am 15. Mai 1971 wurde der weitere Abschnitt von Straße 489 zwischen Hugo-Heimann-Straße und der Straße 409 einbezogen. Am 1. Mai 1977 erhielt die weitere Straße 489 ebenfalls diesen Namen. | Berlin-Buckow Kölner Damm |
| Kormoranweg (Lage)             | 0680                                    | Kormoran, Vogelart | 9. Juni 1933        | Die Straße 9 des Bebauungsplans liegt in der Trasse der Straße, wo einst der Bergweg verlief, für den seinerseits keine amtlich Umbenennung oder Streichung erfolgte. Allerdings sind im Adressbuch 1940 beide Namen nicht verzeichnet, für 1943 ist Kormoranweg zwischen Rudower Straße und Einsiedlerweg (heute ungefähr Fritz-Erler-Allee) unbebaut genannt. Die Straße liegt zwischen Rudower Straße (ggü. Möwenweg) und Fritz-Erler-Allee, an deren Ostseite entlang befindet sich das Krankenhausgelände von Vivantes, im Norden bestehen zwei große Parkplätze. Der vormalige parallele Henkelsweg und der querliegende Kanarienweg sind vom Neubau des Vivantes Klinikums Neukölln überbaut. In den 1950er Jahren bestand noch ein von Bebauung freigehaltener Streifen westlich am Kormoranweg entlang. Mit dem Bebauungsplan XIV/102 zur BBR-Trababtenstadt (heute Gropiusstadt) wurden die westlichen Abschnitte vom Uhu- und vom Auerhahnweg (Straße 22 und 23) und die südliche Fortsetzung des Kormoranwegs zur Johannisthaler Chaussee durch die Gebäude des Otto-Wels-Rings überbaut. | Berlin-Buckow Kormoranweg · Berlin-Buckow Kormoranweg |
| Kreideweg (Lage)               | 0150                                    | Kreide, Kalksteinart | 6. März 1957        | Die Straße zwischen Schiefer- und Grünsteinweg liegt im Gebiet nördlich der Eigenheimsiedlung (Kriegersiedlung), wo die Straßen am nach Norden verlängerten Quarzweg ebenfalls nach Mineralien und Gesteinen benannt sind. Die Straße ist auf der Trasse der Straße 133 des Bebauungsplans angelegt und mit zweistöckigen Reihenhäusern mit Flachdach bebaut. Im Inneren des südlich der Straße liegenden Reihenhauskarees befindet sich der Kreideteich. | Berlin-Buckow Kreideweg |
| Künheimer Weg (Lage)           | 0370                                    | Künheim, Weinbauort im Unterelsaß (Département Haut-Rhin), Frankreich                                                                   | 19. März 1938       | Die Straße 42 nach Bebauungsplan wurde 1938 wie die anderen Straßen in diesem Viertel nach einem Ort aus Elsaß und Lothringen benannt, der nach Festlegungen im Versailler Vertrag 1919 zu Frankreich kam. Die Straße liegt zwischen Marienfelder Chaussee und Rademeierweg, sie führt nach Lichtenrade in die Bernauer Straße weiter. Das Adressbuch 1940 führt auf der östlichen (linken) Seite die Grundstücke 1–25 (ungerade), bebaut ist 5 mit einem Einfamilienhaus, und westlich (rechte Seite) 2–26 (gerade), davon 4 und 8 bebaut. Die Lage ist zwischen Marienfelder Chaussee und Gemarkung Lichtenrade mit der Weitbrucher Straße von links und dem kreuzenden Baldersheimer Weg. | Berlin-Buckow Künheimer Weg |
| Landreiterweg (Lage)           | 0910                                    | Landreiter, berittene Boten denen 1599 Joachim Friedrich bestimmte Bezirk, die Beritte zuordnete                                        | 1. Sep. 1969        | Die Straße liegt zwischen Wildhüter- und Hasenhegerweg auf der Trasse der Straße 79 zwischen Straße 104 und Straße 80, die 1940 schon teilweise bebaut ist. Sie setzt zunächst den westlichen Verlauf des Hasenhegerwegs an einem dreieckigen unbenannten Platz fort und im östlichen Verlauf durch den Streckenlauf der Mittenwalder Bahn nach Südost abgedrängt. An der Südseite liegen vorwiegend dreigeschossige Wohnhäuser von „Stadt und Land“ in unterschiedlicher Ausführung, an der Nordseite vorwiegend Einfamilienhäuser mit Garten, der Abschnitt östlich von Am Eichenquast ist eine gepflasterte Siedlungsstraße. Die Trasse der Straße 79 war ursprünglich zwischen heutigem Heideläuferweg im Osten entlang der Bahnlinie bis zur Stadtgrenze eingezeichnet. Dieser östliche Winkel wurde mit der Janusz-Korczak-Grundschule die nun in Gropiusstadt liegt überbaut. | Landreiterweg von Wildhüterweg aus gesehen · Berlin-Buckow Landreiterweg                                                                                             |
| Landschöppenpfad (Lage)        | 0900                                    | Landschöppe, alte Amtsbezeichnung für den Schöffen                                                                                      | 1. Aug. 1966        | Der amtlich eingetragene Fuß- und Verbindungsweg liegt zwischen dem Ostknick von Im Amtmanngarten und Alt-Buckow. Nach Bebauungsplan ist er als Weg 493 trassiert. Ihm sind keine Grundstücke zugeordnet. | Landschöppenpfad von Im Amtsgarten aus gesehen |
| Laubsängerweg (Lage)           | 0560                                    | Laubsänger, Gattung der Singvogel | 9. Juni 1933        | Die Straße liegt zwischen Möwen- und Hochspannungsweg, wo ihn der Birkhuhnweg nach Osten weiterführt. Es ist Straße 56 des Bebauungsplans. Die Straße liegt parallel zur Rudower Straße und fängt die vom Ortolanweg kommenden Straßen auf, entsprechend liegt an der Nordostseite die Eigenheimsiedlung und gegenüber stehen dreistöckige Wohnhäuser. Sie ist 1940 noch nicht im Adressbuch aufgeführt, 1943 sind auf Grundstück 1/3 ein Kohleplatz, zudem acht bebaute Eigenheimgrundstücke, ein Sommerhaus und mehrere unbebaute Grundstücke auf der ungeraden, nördlichen Seite und ein Mehrfamilienhaus (36/38) und mehrere unbebaute Grundstücke auf der gegenüberliegenden Straßenseite. Mit dem Ausbau der Rudower Straße wurde auch der parallel laufende Laubsängerweg 1963 angepasst. Die Rudower Straße als Hauptstraße wurde mit dem Laubsängerweg als Wohnsammelstraße zur Wohnstraße am Wendehalweg verbunden. | Berlin-Buckow Laubsängerweg · Berlin-Buckow Laubsängerweg |
| Leonberger Ring (Lage)         | 0500 (im Ortsteil)                      | Leonberg, Stadt im Kreis Böblingen, Bundesland Baden-Württemberg.                                                                       | 1. Okt. 1965        | Der Leonberger Ring liegt im Bogen von und zum Rufacher Weg im Ortsteil, die Grundstücke 66a–72d an der Westseite befinden sich in Britz und gehören zur dortigen KGA Heimaterde, die Ortsteilgrenze liegt am westlichen Straßenrand. Das Straßenland gehört vollständig zum Ortsteil. Die Straße schließt zwölf Gebäude mit mehreren (teilweise versetzten) dreigeschossigen Mehrfamilienhäusern ein, und erschließt die zehn teilweise quer zur Straße stehenden Gebäude. In jedem dieser Reihengebäude befinden sich drei bis fünf Mehrfamilienhäuser im Stil der 1960er Jahre. Noch 1961 lag auf der Trasse an der Ortsteilgrenze entlang nach Nordost verlängert der Rufacher Weg bis an den Friedhof Neukölln in Britz und das Gelände ist unbebaut. Der Leonberger Ring ergänzt somit die Zufahrt zu den nördlichen Wohnhäusern dieser Wohnhaussiedlung, während die südlichen dem nun ostwärts abbiegenden Rufacher Weg zugeordnet sind. | Berlin-Buckow Leonberger Ring |
| Lichtenrader Damm (Lage)       | 0220 (im Ortsteil)                      | Lichtenrade, südwestlicher Nachbarort, seit 2001 Ortsteil des Berliner Bezirks Tempelhof-Schöneberg                                     | 1. Aug. 1949        | Im Ortsteil liegen die Grundstücke 3–17a (ungerade) an der Ostseite des Lichtenrader Damms zwischen der Marienfelder Chaussee und dem Baldersheimer Weg, wobei die Ortsteilgrenze 50 Meter über den letzteren noch weiterreicht. Die Straße gehört im Übrigen zu Lichtenrade. Die Wohnhäuser der Buckower Grundstücke (ostseits) gehören zur Siedlung vom Ende der 1930er Jahre mit Straßen nach elsässischen Orten. Die noch bestehende Tankstelle Ecke Marienfelder Chaussee ist bereits im Adressbuch 1934 verzeichnet, die damalige Grundstückszahlung war fortlaufend, heute liegt die wechselseitige Nummerierung vor, zu Buckow gehört 3–15 (ungerade), die Tankstelle (damals zu 28) besäße die 1, hat aber die Anschrift Marienfelder Chaussee 171. | Berlin-Buckow Lichtenrader Damm |
| Lindholzweg (Lage)             | 0560                                    | Peter Lindholz d. J. (verstorben 24. März 1578)                                                                                         | 1. Aug. 1966        | Die Wohnstraße wurde auf der als Straße 48 des Bebauungsplans trassierten Führung 1966 von An den Achterhöfen bis zur Straße 44 angelegt. Die Straße 44 selbst wird noch im amtlichen RBS-Verzeichnis mit einer Länge von 120 Metern geführt, aber auf der amtlichen Karte 1:5000, hergestellt von den bezirklichen Vermessungsämtern, ist für den Verlauf von Straße 44 der südliche Querabschnitt des Lindholzwegs unter diesem Namen eingezeichnet, allerdings unterbrochen durch die nördliche Grundstücksgrenze von Buckower Weg 8–20 (gerade) und 23 und die südliche (direkt anschließende) Grundstücksgrenze von Michael-Klinitz-Weg 14a, 14b, 14c, 16a, 24a, 24b, 24c, die auf der bebauten Fläche über befahrbare Wege mit Schrankenanlage am Michael-Klinitz-Weg zu erreichen sind. Die teilweise unbefestigte Wohnstraße am südlichen Berliner Stadtrand liegt mit einem nördlich-südlichen Abschnitt von An den Achterhöfen als Sackgasse abgehend und in einem östlich-westlichen Abschnitt vom Haewererweg als Sackgasse. Am westlichen Ende ist sie nur für Anlieger befahrbar und mündet in einen Fußweg am neu entstandenen Buckower Weg, so gibt es zwei Fußgängerdurchgänge zum Michel-Klinitz-Weg. Lindholz d. J. stammte aus einem alten, im 16. Jahrhundert hier ansässigen Bauerngeschlecht, das bereits um 1450 als Berliner Bürger genannt wird. Namentlich erwähnt ist Peter Lindholz, der von 1512 bis 1536 Cöllner Bürgermeister war und die Güter Buckow und Rudow besaß. Im Jahr 1536 trat er die kurfürstlichen Lehen seinem Sohne Peter Lindholz d. J. ab. Im Jahr 1649 war Andreas Lindholz Bürgermeister. Die Familie Lindholz gehörte zu den Geldgebern der brandenburgischen Kurfürsten. | Berlin-Buckow Lindholzweg |
| Mariendorfer Damm (Lage)       | 0390 (im Ortsteil)                      | Mariendorf, westlicher Nachbarort, seit 2001 Ortsteil des Berliner Bezirks Tempelhof-Schöneberg                                         | 31. Aug. 1949       | Im Ortsteil liegen die Grundstücke 417–447 (ungerade) an der Ostseite des Mariendorfer Damms zwischen der Marienfelder Chaussee und 120 Meter nördlich vom Sandsteinweg. Das Straßenland gehört zu Lichtenrade. Die Straße nach Norden gehört außerdem zu Mariendorf und in den niedrignummerierten Grundstücken zu Tempelhof. Die Straße hatte vor 1901 den Namen Chausseestraße und um 1921 wurde ein Teil als Lichtenrader Chaussee angelegt. Nur ein kleiner Teil der Chausseestraße, der von Mariendorf nach Lichtenrade führte, gehörte zu Buckow. Im Stadtplan vom Januar 1925 ist die Lichtenrader Chaussee für Buckow nicht eingezeichnet, der Nachweiser vom September 1925 wies sie jedoch aus. Am 31. August 1949 wurde ein Teil der Lichtenrader Chaussee in Lichtenrader Damm, ein weiterer Abschnitt am gleichen Tag in Mariendorfer Damm umbenannt. Am 31. August 1949 wurden die Chausseestraße und die Lichtenrader Chaussee (auch im Bereich von Buckow) in Mariendorfer Damm umbenannt. Der Mariendorfer Damm (heute: Bundesstraße 96) ist die historische Straße zwischen Berlin und Zossen. Einst war sie Handelsstraße westlich der heutigen Trassenführung zwischen den damaligen Dörfern Tempelhof und Mariendorf. Die Wohnhäuser der Buckower Grundstücke stammen vorwiegend aus den 1970er Jahren und liegen westlich der „Siedlung Neue Heimat“ mit Wohnhäusern von Mitte der 1950er Jahre. | Mariendorfer Damm Ecke Marienfelder Chaussee |
| Marienfelder Chaussee (Lage)   | 1920                                    | Marienfelde, südwestlicher Nachbarort, seit 2001 Ortsteil des Berliner Bezirks Tempelhof-Schöneberg                                     | vor 1912            | Sie liegt in der alten Verbindung von Marienfelde nach Rudow als Ost-West-Straße durch Buckow, das Chausseehaus stand an der Nordostecke der Kreuzung mit der Lichtenrader Chaussee am Ortsrand Buckows. Im Stadtplan von 1912 war sie bereits namentlich eingezeichnet. Sie liegt zwischen Mariendorfer/Lichtenrader Damm und Rufacher Weg und verlängert Alt-Buckow als Hauptstraße mit regionaler Bedeutung. Für 1922 ist die Straße als eine der 16 Buckower Straßen aufgeführt, zwischen Dorfstraße (heute Alt-Buckow) und Lichtenrader Chaussee. Querstraßen sind Britzer Straße, Feld- und Mühlenweg, fünf Grundstücke sind mit Wohnhäusern bebaut, darunter das Chausseehaus der Stadt Neukölln vom Kreiswegemeister bewohnt. 1943 sind es 27 bewohnte Grundstücke auf den mit 1–171 (fortlaufend) nummerierten Grundstücken. Auf 171 befindet sich die noch heute bestehende Tankstelle, hinzu kommen zwölf Grundstücke mit Gärten oder Sommerhaus, die restlichen sind unbebaut. An der Marienfelder Chaussee ist im Adressbuch 1935 zwischen Vorländerweg, dem Gartenbaubetrie auf Grundstück 76–96 und dem Grundstück 98–136 mit dem Eigentümer Jüdische Gemeinde und verwaltet vom Fuhrunternehmer B. Kayser, an der Straße 115 der Eingang zum Jüdischen Friedhof angegeben. | Berlin-Buckow Marienfelder Chaussee · Berlin-Buckow Marienfelder Chaussee                                                                                            |
| Maurerweg (Lage)               | 0180 (im Ortsteil)                      | Maurer, Bauberuf | 30. Jan. 1933       | Im Ortsteil liegt der südliche Abschnitt zwischen Rohrlegerweg und Wendehammer an der Ortsteilgrenze mit den Grundstücken 95–109 (ungerade) und 94–106 (gerade). Nach Norden setzt sich die Straße in Britz fort. Die Namensgebung erfolgte von der „Stadtrandsiedlung Neuland II“ in Britz, in der die Straßen nach Bauberufen benannt sind. Vorher wurde sie Privatstraße 1, trassiert nach Bebauungsplan benannt und am 29. März 1939 wurde die Straße 75 in den Maurerweg einbezogen. | Berlin-Buckow Maurerweg |
| Michel-Klinitz-Weg (Lage)      | 0350                                    | Michel Klinitz, Buckower Landreiter im 17. Jahrhundert                                                                                  | 1. Aug. 1966        | Die Straße liegt zwischen Haewerer- und Lindholzweg, über den sie als Sackgasse weitergeht. Sie liegt auf der Trasse der vorherigen Straße 51 nach Bebauungsplans. Die Straße wurde nicht in die Hans-Martin-Helbich-Siedlung verlängert, die 1974 auf der östlicher liegenden zuvor unbebauten Fläche am Stadtrand erbaut wurde. In den 1970er Jahren wurden die Wohnhäuser nicht mehr unbedingt entlang und parallel zu Straßen aufgebaut, so war die Verlängerung wie bei der Kestenzeile unterblieben. | Berlin-Buckow Michael-Klinitz-Weg |
| Mollnerweg (Lage)              | 0530                                    | Mollner, alte Berufsbezeichnung für den Müller                                                                                          | 1. Sep. 1969        | Die Straße liegt zwischen Buckower Damm und Stuthirtenweg, dabei geht sie vom ersten westwärts ab und hat ungefähr in der Hälfte des Straßenlaufs einen Bogen nach Süden zur Stadtgrenze zu Brandenburg. Zunächst wurde der westliche Teil der Straße 114 benannt, am 15. November 1970 wurde (der heutige Südabschnitt) der Straße 108 und auch die Straße 549 in den Mollnerweg einbezogen. Der Straßenname greift die Namensgebung im Gebiet südlich von Alt-Buckow mit regionalem und lokalen Bezug auf. | Mollnerweg von Stuthirtenstraße aus nordwärts gesehen |
| Mondsteinpfad (Lage)           | 0090                                    | Mondstein, Art des Feldspats | 1. Mai 1972         | Diese kleine Straße ist wie viele Straßen in dieser Siedlung nach Mineralien benannt, wie auch in der südlich anschließenden Siedlung Neue Heimstatt. Die ruhige Wohnstraße ist nur für Fußgänger und Radfahrer passierbar und verbindet den Kalkstein- mit dem Tropfsteinweg. Die Bebauung besteht aus Ein- und Mehrfamilienhäusern. | Berlin-Buckow Mondsteinpfad |
| Möwenweg (Lage)                | 0370                                    | Möwe, Art der Regenpfeiffervögel | 9. Juni 1933        | Die Straße geht von der Rudower Straße nach Nordost ab und endet in einem Fußweg, der zum Ortolanweg durchführt. An der Nordwestseite stehen mehrgeschossige Wohnhäuser, die hier mit dem Projekt am Ortolanweg in den 1970er Jahren errichtet wurden. Die gegenüberliegende Straßenseite gehört der südostwärts liegenden Eigenheimsiedlung an und ist entsprechend mit Einfamilienhäusern bebaut. Nach Bebauungsplan ist sie als Straße 24 trassiert. | Berlin-Buckow Möwenweg |
| Muschelkalkweg (Lage)          | 0530                                    | Muschelkalk, eine Gesteinsart | 31. Okt. 1953       | Er liegt zwischen Mariendorfer Damm und Grauwackeweg im Ostteil der Siedlung „Neue Heimstatt“. Das Gelände war 1918 von der Jüdischen Gemeinde für einen zweiten Jüdischen Friedhof von den Buckower Bauern Rohrbeck und Ziedrich gekauft worden. Das Gelände wurde 1939 in der Zeit des Nationalsozialismus von der Reichshauptstadt übernommen und 1944 wurde von der Naziregierung auf diesem Gelände eine Behelfsheimsiedlung zur Unterbringung „luftkriegsbetroffener“ Personen errichtet, die eine Lebensdauer von fünf Jahren haben sollten. 1950 ging das Gelände in das Eigentum der Stadt Berlin über und das Bezirksamt Neukölln sorgte für die noch bestehenden Behelfsheime. In den Jahren 1951–1955 wurde die Siedlung mit neuangelegten Straßen erbaut, die zunächst als Schlackewege ausgeführt und ab 1967 asphaltiert wurden. Die Namensgebung der Straßen erfolgte zumeist in Anlehnung an den Quarzweg nach Gesteinen und Mineralien. Am 1. Mai 1963 wurde die Straße 466 des Bebauungsplanes zwischen Marienfelder Chaussee und der bisher mit Muschelkalkweg benannten Privatstraße einbezogen. Nach Osten über den Knickpunkt nach Süden verlängert die Straße 482 als Sackgasse. | Berlin-Buckow Muschelkalkweg |
| Ortolanweg (Lage)              | 1270 (im Ortsteil)                      | Ortolan, Singvogel aus der Familie der Ammern                                                                                           | 16. Aug. 1928       | Der Ortolanweg liegt zwischen Kielingerstraße und Johannisthaler Chaussee, dabei liegen die nördlichen Grundstücke und die Straße zwischen Kielinger Straße und Hochspannungsweg in Britz. 1972 war eine großflächige Bebauung am Ortolanweg mit einer neuen Trasse vorgesehen, dabei wurden für den zivilen Luftschutz erbaute Bunkeranlagen teilweise beseitigt. Es entstanden achtgeschossige Häuser (Ortolanweg 2–48) zwischen Grüner Weg und Trappenpfad, ein achtgeschossiges Seniorenheim, ein sechsgeschossiger Trakt zwischen Trappenpfad und Tränkeweg, sowie eine viergeschossige Bebauung bis zum Wendehalsweg. Zur Anbindung an die Parchimer Allee wurde als Verlängerung des Ortolanweges die Kielinger Straße neu geschaffen und eine geschlossene Bebauung auf den Grundstücken Kielinger Straße 1 und Ortolanweg 3 bis 17 in drei- und viergeschossiger Bauweise erstellt. 1992 wurde mit dem „Ortolan-Schnecke“ genannten Gebäude die Bebauung des Ortolanweges abgeschlossen, hier wurde die Bunkeranlage als Hochkeller ins Gebäude integriert. | Berlin-Buckow Ortolanweg |
| Ostheimer Straße (Lage)        | 0160                                    | Ostheim, Oberelsässer Ort nördlich von Colmar, Département Haute Rhin, Frankreich.                                                      | 19. März 1938       | Die als Straße 40 trassierte Straße liegt zwischen Marienfelder Chaussee und Baldersheimer Weg in der Siedlung, in der 1938/1939 die Straßen nach Orten in Elsaß-Lothringen benannt wurden. | Berlin-Buckow Ostheimer Straße |
| Otto-Wels-Ring (Lage)          | 0250 (im Ortsteil)                      | Otto Wels (1873–1939), Politiker, Widerstandskämpfer gegen das NS-Regime.                                                               | 16. Sep. 1964       | Zum Ortsteil gehört das Straßenland und die Grundstücke des östlichen Ringabschnitts zwischen Fritz-Erler-Allee und Imbuschweg ohne die Grundstücke an der Westseite innerhalb des Rings, diese gehören ebenfalls zu Gropiusstadt. Im Nachbarortsteil liegen auch die achtgeschossigen Wohnbauten, die Buckower Bebauung bestand zu diesem Zeitpunkt weitestgehend. | Berlin-Buckow Otto-Wels-Ring |
| Parksiedlung Spruch (Lage)     | 0590                                    | umgewandelte Kleingartenanlage Spruch                                                                                                   | 1. Jan. 1999        | Die „Kleingartenanlage Spruch“ wurde in eine Wohnsiedlung gewandelt und gab der verkehrsberuhigten Wohnstraße mit Stadtvillen als Mehrfamilienhäusern den Namen. Die einzelnen Häuser sind durch einen autofreien Weg in einer parkähnlichen Anlage miteinander verbunden. Die Straße führt um die eigentliche Siedlung im westlichen Abschnitt am Ortsteilrand zwischen Schieferweg und Straße 455 und liegt hier nördlich der Grundschule am Sandsteinweg. Die Siedlung wird im Norden von den Stichstraßen des Kalksteinweges berührt. Die Wohnanlage selbst hat einige grüne Freiflächen. Das Kombibad Mariendorf und ein Kinderbauernhof sind fußläufig erreichbar. „Die Siedlung Spruch mit ihren Stadtvillen wurde mit dem Architekturpreis des Bundes Deutscher Architekten ausgezeichnet.“ Die vorherige Bezeichnung im Zusammenhang mit der hier liegenden Kleingartenkolonie Spruch war Straße 621. | Berlin-Buckow Parksiedlung Spruch · Berlin-Buckow Parksiedlung Spruch                                                                                                |
| Pfarrer-Vogelsang-Weg (Lage)   | 00130                                   | Ulrich Vogelsang (1935–1999), seit 1966 Pfarrer in der Dorfkirche Alt-Buckow                                                            | 1. Dez. 2004        | Der westliche Fuß- und Verbindungsweg von Im Amtmannsgarten zu Alt-Buckow aus dem Gebiet südlich von Alt-Buckow wurde 2004 nach einer Person mit lokalem Bezug angepasst zu den umliegenden Straßennamen benannt. | Pfarrer-Vogelsang-Weg von Im Amtsgarten aus gesehen |
| Pfarrer-Wenke-Weg (Lage)       | 0150                                    | Bernhard Wenke (1910–1985), Theologe.                                                                                                   | 16. Aug. 1995       | Die Straße geht vom Drusenheimer Weg ab und wurde 1995 aus der vorherigen Straße 620 benannt. Der Namensgeber Pfarrer Wenke war Seelsorger in der katholischen Pfarrgemeinde „St. Theresia vom Kinde Jesu“ in Buckow. | Berlin-Buckow Pfarrer-Wenke-Weg |
| Quarzweg (Lage)                | 1320 (im Ortsteil)                      | Quarz, Mineral | 8. Aug. 1935        | Der Quarzweg liegt zwischen Tauernallee und Marienfelder Chaussee, zu Mariendorf gehört der kurze Abschnitt westlich des Sangerhausener Wegs jenseits der Bezirksgrenze. Die Nordseite der Straße zwischen Bezirksgrenze und dem Hochspannungsweg, mit der KGA Kurt Pöthig, gehört zu Britz. Östlich vom Quarzweg (damals: Vorländerweg) liegt am südlichen Abschnitt eine Eigenheimsiedlung (Kriegersiedlung), die 1932 als Erwerbslosen-Siedlung „Neue Scholle“ eingeweiht wurde. Vorher eine Privatstraße des Bebauungsplans, wurde sie zunächst am 30. Januar 1933 als Vorländerstraße angelegt und bebaut, benannt nach der alten Flurbezeichnung „Vorländer“. Der Vorländerweg ist mit zehn Grundstücken, davon neun bereits bebaut, im Adressbuch von 1934 aufgeführt zwischen Marienfelder Chaussee und Ballodweg. Er kreuzt den Dietzgenweg, die östliche Ecke zur Marienfelder Chaussee ist als Feldmark benannt. Am 8. August 1960 wurde noch die Straße 458 bis zur Bezirksgrenze einbezogen, sodass durch die ebenfalls einbezogene Straße 142 in Mariendorf die Verbindung zur Tauernallee hergestellt wird. | Berlin-Buckow Quarzweg · Gemeindezentrum Neu-Buckow |
| Rademeierweg (Lage)            | 0320 (im Ortsteil)                      | Rademeier, altansässige Buckower Familie                                                                                                | 9. Feb. 1957        | Das Straßenland selbst liegt in Lichtenrade, im Ortsteil liegen die Grundstücke 4–22 (gerade) an der Nordseite parallel zum Baldersheimer Weg. Sie liegt auf der Trasse von Straße 13 des Bebauungsplans, die schon 1954 angelegt war. | Berlin-Buckow Rademeierweg |
| Reinowzeile (Lage)             | 0150                                    | Reinow, Windmüller in Buckow | 1. Sep. 1969        | Vorher als Straße 109 des Bebauungsplan angelegt, wurde sie im Abschnitt zwischen dem Grenzweg und der Straße 550 (heute Ringslebenstraße) mit der Bebauung (zu Mauerzeiten) benannt. Sie liegt seither zwischen Ringslebenstraße und Stuthirtenweg mit den bebauten Siedlungshäusern 1–7a (ungerade) und 2–12b (gerade, westlich) | Reinowzeile von Stuthirtenstraße aus nordwärts gesehen |
| Renschweg (Lage)               | 0220                                    | Rensch, alteingesessene Buckower Schmiedefamilie                                                                                        | 1. Sep. 1969        | Diese Siedlungsstraße liegt zwischen Hasenheger- und Dröpkeweg und ist auf dem nördlichen Abschnitt der Trasse der Straße 109 nach Bebauungsplan angelegt. Sie wurde 1969 mit der Bebauung des Siedlungsgebiets am Stadtrand östlich vom Buckower Damm auf dem Abschnitt zwischen Straße 104 und Straße 551 (jünger im Bebauungsplan eingefügt) nach einer lokalen Persönlichkeit benannt. Das zwischen ihr und der Reinowzeile verbliebene Gebiet von Straße 109 wurde in den 1970er Jahren mit achtgeschossigen Wohnbauten verdichtet und der Straßenlauf überbaut. | Berlin-Buckow Renschweg |
| Ringslebenstraße (Lage)        | 1360 (im Ortsteil)                      | Martin Gottlieb Ringsleben (verstorben nach März 1822), Rittergutsbesitzer, Hofmaler                                                    | 1. Sep. 1969        | Die Straße liegt zwischen Buckower und Kölner Damm im Siedlungsgebiet in Stadtrandnähe östlich vom Buckower Damm, allerdings gehört der Abschnitt östlich von Am Buschfeld mit dem Grundstück der Janusz-Korczak-Schule zu Gropiusstadt. Zunächst wurde der von Straße 113 des Bebauungsplan (heute Am Eichenquast) nach Osten führende Abschnitt der erweiterten Straße 105 in einer Länge von 600 Metern benannt. Die Verlängerung auf beiden Seiten zwischen Buckower Damm und Mollnerweg einerseits und zwischen Am Buschfeld und Kölner Damm (Straße 105 und Straße 550) wurden am 1. Juni 1974 ebenso benannt und am 1. Mai 1978 wurde auch der verbliebene Teil der Straße 550 zwischen Mollnerweg und Am Eichenquast einbezogen. Ostwärts von Am Eichenquast liegt die Straße an der Stadtgrenze entlang, dabei ist der Verlauf der Stadtgrenze auf der (theoretischen) Straßenmitte angegeben und nimmt den Mauerweg auf. Zwischen An der Planweide und Am Eichenquast ist die Straße für den Kraftverkehr unterbrochen. Der Straßenzustand am östlichen Abschnitt (Grundstücke 22–60b, gerade) entspricht der Situation 20 Jahre nach Mauerfall und der unmittelbaren Straßenführung an der Landesgrenze zu Brandenburg: schmaler asphaltierter Fahrweg mit unbefestigtem, aber vorhandenem Gehweg an den Vorgärten und unbefestigte, teilweise mit Büschen bewachsener Straßenrand im Süden. Westwärts setzt ab Buckower Damm die Gerlinger Straße den Verlauf als regionale Hauptstraße (Kategorie III) in Stadtrandnähe fort. Heute liegt der östliche Abschnitt der Ringslebenstraße als Fahrweg, teilweise ausgebaut auf der Berliner Seite, teilweise durch einen schmalen Grünstreifen getrennt, heißt die unmittelbar daneben liegende Straße (teilweise unbefestigt, teilweise asphaltiert, meist einspurig) in Brandenburg (Gemeinde Groß-Ziethen) Grenzstraße. | Ringslebenstraße von Heideläuferweg aus gesehen · Ringslebenstraße an der Landesgrenze zu Brandenburg, auf dem südlichen brandenburger Fahrweg heißt sie Grenzstraße |
| Rohrlegerweg (Lage)            | 0630 (im Ortsteil)                      | Rohrleger, Bauberuf | 27. März 1939       | Die Straße liegt im Ortsteil zwischen Buckower Damm und Töpferweg, zu dem die Durchfahrt nach Norden (Britz) durch Sperrpfosten unterbunden ist. Die Grundstücke 2–10 (gerade) am Nordrand des östlichen Teils gehören zu Britz. Der Name der Straße beruht, wie die meisten der in der Britzer „Siedlung Neuland I“ liegenden Straßen, auf einem Bauberuf. Der Rohrlegerweg liegt durch den Ost-West-Verlauf komplett im Ortsteil und ist als dreispurige, betonbelegte, ruhige Wohnstraße mit Gehwegen auf beiden Seiten besser ausgebaut als die zur Siedlung gehörenden Britzer Straße. Die Straße liegt westlich der Mittenwalder Bahntrasse, die einen weiteren Verlauf nach Osten verhinderte und durch die Lage parallel zur südlicheren Johannisthaler Chaussee wohl auch nicht nötig war. | Berlin-Buckow Rohrlegerweg |
| Rotkehlchenweg (Lage)          | 0190                                    | Rotkehlchen, Singvogelart aus der Familie der Fliegenschnäpper                                                                          | 9. Juni 1933        | Der Rotkehlchenweg ist eine verkehrsberuhigte Sackgasse vom Grünen Weg nach Osten abgehend gegenüber vom Bruno-Taut-Ring, der wie auch das Straßenland des Grünen Weges zum Nachbarortsteil Britz gehört. Die Straße ist mit zweistöckigen Reihenhäusern bebaut. 1936 sind drei Einfamilienhäuser notiert, der Weg ist bis zum Kormoranweg durchgehend bezeichnet, 1943 stehen hier sechs Siedlungs- und ein Sommerhaus. Heute stehen auf einem 90 Meter breiten Streifen fünfgeschossige Wohnbauten der 1960er Jahre, mit denen die durchgehende Führung (im Gegensatz zum durchführenden Rotschwanzweg) überbaut ist. In den 1950er Jahren bestand noch ein freigehaltener Streifen westlich am Kormoranweg. Im Bebauungsplan der hier liegenden Siedlung ist er als Straße 2 geführt. | Berlin-Buckow Rotkehlchenweg |
| Rotschwanzweg (Lage)           | 0300                                    | Rotschwänzchen, Singvogelart aus der Familie der Schmätzer                                                                              | 16. Aug. 1928       | Die Straße wurde als Straße 3 des Bebauungsplans dieser Siedlung trassiert. Sie liegt zwischen der Britzer Grenze am Grünen Weg und dem Kormoranweg. Im Adressbuch 1937 führt der Weg zum Henkelsweg durch und ist mit den bebauten Grundstücken 11–23 auf der linken (nördlichen und ungeraden) Seite und zwei Siedlungshäusern auf der Südseite angegeben. Aktuell sind die bebauten Grundstück 2–24 (gerade) und 7–21 (ungerade) verzeichnet, von der Anzahl kommen dabei noch 13 Bauten hinzu, die auf geteilten Grundstücken (Hintergrundstücke mit Zufahrt) stehen. Die vierstöckigen Wohnhäuser 2, 4, 6 aus den 1960er Jahren stehen auf dem freigehaltenen Streifen neben dem Kormoranweg, wobei der Rotschwanzweg im Gegensatz zu den Parallelstraßen des Gebiets der Eigenheimsiedlung vom Grünen Weg her keine Stichstraße ist. | Berlin-Buckow Rotschwanzweg |
| Rudower Straße (Lage)          | 2020 (im Ortsteil)                      | Rudow, südlicher Nachbarort im Kreis Teltow, heute Ortsteil des Berliner Bezirks Neukölln                                               | vor 1899            | Die Rudower Straße liegt im Straßenzug der Buschkrugallee in Britz und der Neuköllner Straße in Rudow. Für 1922 ist die Rudower Straße zwischen der Gemarkung Britz (Grüner Weg) und der Gemarkung Rudow mit den Grundstücken 1–17 (fortlaufend) als bebauten Grundstücken vermerkt, hinzu kommen dazwischenliegende unbebaute (als Baustelle notierte) Grundstücke. Unter Hausnummer 4 ist das Städtische Krankenhaus zu Buckow verzeichnet. Seit der Bildung von Gropiusstadt gehören die Grundstücke 156 (Kaufhalle), 172, 176, 176a (zur Dreieinigkeitskirche, Lipschitzallee 7) und 184 (Lise-Meitner-Schule) an der Südwestseite zu beiden Seiten der Lipschitzallee nicht mehr zu Buckow. Mit dem Ausbau der Rudower Straße 1963 wurde auch der parallel laufende Laubsängerweg als Wohnsammelstraße angepasst. In der Rudower Straße verkehrte zu dieser Zeit die Straßenbahnlinie 47. | Berlin-Buckow Rudower Straße Imbissstand · Berlin-Buckow Rudower Straße · Berlin-Buckow Rudower Straße                                                               |
| Rufacher Weg (Lage)            | 0860                                    | Rouffach, deutsch Rufach, oberelsässische Stadt im Département Haut-Rhin, Frankreich                                                    | 14. Feb. 1950       | Seit vor 1911 lag hier vom westlichen Ende der Dorfstraße (heute: Alt-Buckow) nach Nordost die Britzer Straße, die jenseits der Ortsgrenze als Lichtenrader Weg weiterführte. Noch 1954 führt die Rufacher Straße geradlinig zur (zwischenzeitlich umbenannten) Hüfnerstraße in Britz. Die Umbenennung in Rufacher Weg, passend zu den Straßennamen nach Orten im Elsass erfolgte 1950 noch im direkten Straßenlauf. Am 1. Oktober 1965 wurde die Straße 457 in den Rufacher Weg einbezogen, der im nördlichen Abschnitt mittlerweile am 1. Juli 1965 wegen der westlich liegenden Neubausiedlung in Leonberger Ring umbenannt war. Seither führt eine neue Trasse den Rufacher Weg nach Westen zum Buckower Damm gegenüber vom Rohrlegerweg. An der Britzer Straße (als Vorgänger des Rufacher Wegs) sind 1922 zwischen Dorfstraße / Marienfelder Straße und der Gemarkung Britz die bebauten Grundstücke 1–6 auf der rechten, östlichen Seite in Hufeisennummerierung verzeichnet, die gegenüberliegende Straßenseite ist mit unbebauten Grundstücken (als Baustellen bezeichnet) angegeben. | Berlin-Buckow Rufacher Weg |
| Salmbacher Straße (Lage)       | 0900                                    | Salmbach liegt im unteren Elsass an der Landesgrenze zu Deutschland, Frankreich, im südlichen Saum des Bienwalds                        | 19. März 1938       | Die Straße 72 des Bebauungsplans wurde 1938 1938 in einem neu erbauten Viertel benannt, in dem die Straßen nach Orten im Elsaß, das 1919 im Ergebnis des Versailler Vertrags zu Frankreich kam, benannt sind. Am gleichen Tag wurden neun weitere Straßen in diesem Viertel ebenfalls nach Orten in Elsaß-Lothringen benannt. Die Straße liegt parallel zur Marienfelder Chaussee zwischen Delmer Steig und Bühler Weg mit Grundstücken in Hufeisennummerierung. Die Straße ist mit Siedlungshäusern bebaut, teilweise wurden Erweiterungen mit zweigeschossigen Mehrfamilienhäusern ausgeführt, an beiden Straßenenden liegen Sackgassen mit Wendehammer und fünf Wohnhäusern auf beiden Straßenseiten. | Berlin-Buckow Salmbacher Straße |
| Sandsteinweg (Lage)            | 0420                                    | Sandstein, ein Gesteinsart | 31. Okt. 1953       | Er liegt zwischen Mariendorfer Damm bis Feldspatweg im Ostteil der Siedlung „Neue Heimstatt“. Das Gelände war 1918 von der Jüdischen Gemeinde für einen zweiten Jüdischen Friedhof von den Buckower Bauern Rohrbeck und Ziedrich gekauft worden. Das Gelände wurde 1939 in der Zeit des Nationalsozialismus von der Reichshauptstadt übernommen und 1944 wurde von der Naziregierung auf diesem Gelände eine Behelfsheimsiedlung zur Unterbringung „luftkriegsbetroffener“ Personen errichtet, die eine Lebensdauer von fünf Jahren haben sollten. 1950 ging das Gelände in das Eigentum der Stadt Berlin über und das Bezirksamt Neukölln sorgte für die noch bestehenden Behelfsheime. In den Jahren 1951–1955 wurde die Siedlung mit neuangelegten Straßen erbaut, die zunächst als Schlackewege ausgeführt und ab 1967 asphaltiert wurden. Die Namensgebung der Straßen erfolgte zumeist in Anlehnung an den Quarzweg nach Gesteinen und Mineralien. Am 4. Januar 1955 wurde die Straße 130 einbezogen. Der Bebauungsplan um den Grauwackeweg wurde im Oktober 1957 aufgestellt, dabei wurden die Wohnbauten festgelegt und der Sandsteinweg verlängert und im Nordbogen der Hornblendeweg und im Südbogen der Schlierbacher Weg angelegt. | Berlin-Buckow Sandsteinweg |
| Schieferweg (Lage)             | 0570                                    | Schiefer, Gesteinsart | 19. März 1956       | An der ruhigen Wohnstraße zwischen Quarzweg und Parksiedlung Spruch stehen überwiegend Reihenhäuser und Einfamilienhäuser. Viele Straßen in dieser Siedlung sind nach Mineralien benannt, es ist die Straße 117 des Bebauungsplans. Es folgt weiter ein Fußweg bis an die Laubenkolonie Sontagsfreude, die aber bereits zu Britz gehört. Die Ortsteilgrenze liegt hier entsprechend weiter im Nordosten vom Ortolanweg. | Berlin-Buckow Schieferweg |
| Schirmvogelweg (Lage)          | 0350                                    | Schirmvogel, Gattung in der Familie der tropischen Schmuckvögel                                                                         | 16. Aug. 1928       | Die Straße liegt zwischen Birkhuhn- und Ortolanweg, geht über letzteren noch 60 Meter nach Nordost als Sackgasse mit Wendehammer weiter. Es folgt weiter ein Fußweg bis an die Laubenkolonie Sontagsfreude, die aber bereits zu Britz gehört, die Ortsteilgrenze liegt hier entsprechend weiter im Nordosten vom Ortolanweg, da hier an dessen Nordostseite Siedlungs- und Reihenhäuser stehen. | Berlin-Buckow Schirmvogelweg |
| Schlierbacher Weg (Lage)       | 0360                                    | Schlierbach, oberelsässische Gemeinde im Département Haut-Rhin, Frankreich, am südöstlichen Stadtrand von Mulhouse (Mülhausen)          | 19. März 1938       | Die Straße liegt zwischen Grauwacke- und Sandsteinweg. Der nach Bebauungsplan zunächst als Straße 115 geführte Weg zwischen Marienfelder und Lichtenrader Chaussee, 1935 mit acht als Baustellen geführten unbebauten Grundstücken, einem Einfamilienhaus eines Polizeibeamten, zwei Grundstücken mit unbekanntem Eigentümer und einem Neubau verzeichnet, wurde 1938 im Westen des Ortsteils zusammen mit neun weiteren Straßen südlich der Marienfelder Chaussee nach elsässischen Ort benannt, die 1919 im Ergebnis des Versailler Vertrags zu Frankreich kamen. Am 25. März 1955 wurde zudem eine Verlängerung des Schlierbacher Weges durch Straße 131 ebenfalls so benannt. Der Bebauungsplan um den Grauwackeweg wurde im Oktober 1957 aufgestellt, dabei wurden die Wohnbauten festgelegt und der Sandsteinweg verlängert und im Nordbogen der Hornblendeweg und im Südbogen der Schlierbacher Weg angelegt. Die Straßenführung geht heute zum Sandsteinweg, zum Mariendorfer Damm führt ein breiter asphaltierter Fußweg durch einen kleinen Park. Ab 1991 wurde die Siedlung Schlierbacher Weg modernisiert und instand gesetzt. | Berlin-Buckow Schlierbacher Weg |
| Sprosserweg (Lage)             | 0140                                    | Sprosser, Singvogel aus der Familie der Fliegenschnäpper                                                                                | 16. Aug. 1928       | Die Straße geht südlich der Johannisthaler Chaussee vom Baumläuferweg nach Norden ab, zugeordnet sind die Grundstücke 3–15 (ungerade) und 10 und 14 (gerade). Er endet mit Sperrpfosten abgesperrt an einem Wendeplatz unmittelbar an der Johannisthaler Chaussee nahe der Rudower Straße. Nach Bebauungsplan ist er als Straße 198 trassiert, im Adressbuch von 1935 ist er mit den bebauten ungeraden, östlichen Grundstücken 1–15 verzeichnet, das Grundstück 10 auf den gegenüberliegenden Straße ist ebenfalls bebaut, zur Rudower Straße hin sind 2–8 unbebaut, ebenso wie die folgenden Grundstücke zum Baumläufer-, Buchfink-, Stieglitz- und Einsidlerweg, die für den Sprosserweg als Querstraßen angegeben sind. Um 1954 hat er dann allerdings den verkürzten Verlauf zwischen Baumläuferweg und Rudower Straße. | Berlin-Buckow Sprosserweg |
| Steinträgerweg (Lage)          | 0290 (im Ortsteil)                      | Steinträger, Tätigkeit auf einer Baustelle                                                                                              | 30. Jan. 1933       | Im Ortsteil liegt die Straße zwischen Johannisthaler Chaussee und dem Wendehammer an der Ortsteilgrenze, sie führt als Fahrweg weiter nach Britz durch die „Siedlung Neuland I“. Vorher Privatstraße 2 des Bebauungsplans, erhielt in Britz am 27. März 1939 die Straße 76 auch den Namen Steinträgerweg. | Berlin-Buckow Steinträgerweg |
| Stieglitzweg (Lage)            | 0380                                    | Stieglitz, ein Finkenvogel | 16. Aug. 1928       | Er liegt zwischen Johannisthaler Chaussee und Goldammerweg im Ortsteil in Buckow 2. Der nordwestliche Abschnitt zum Zadekstraße liegt durch die Bildung des neuen Ortsteils in den 1960er Jahren in Gropiusstadt. 1935 (als Post Bln.=Britz) ist er mit Orientierungsnummerierung in der Lage zwischen Triftweg (heute Zadekstraße), Johannisthaler Chaussee, Sprosserweg, Heroldsweg notiert, zu diesem Zeitpunkt mit 23 bebauten und 52 unbebauten (insbesondere Südseite östlich vom heutigen Goldammerweg) Grundstücken und einem Garten. Die damalige Fortführung der Straße über den Goldammerweg nach Osten ist heute mit mehrgeschossigen Gropiusstädter Wohnbauten an der Eugen-Bolz-Kehre überbaut, diese Häuser stehen auch am westlichen Abschnitt der Straße im Nachbarortsteil. Die Bezeichnung im Bebauungsplan war Straße 11 | Berlin-Buckow Stieglitzweg |
| Storchenweg (Lage)             | 0280                                    | Storch, Familie der Schreitvögel | 16. Aug. 1928       | Die Straße 14 des Bebauungsplans wurde 1928 benannt und verlief bis in die 1960er Jahre von Stieglitzweg / Johannisthaler Chaussee bis zur Rudower Straße. Durch die Neubauten in den 1960er / 1970er Jahren am Stieglitzweg im Gropiusstädter Abschnitt wurde die Straße auf Rudower Straße bis Buchfinkenweg verkürzt. | Berlin-Buckow Storchenweg |
| Straße 44 (Lage)               | 0120                                    | Nummer der Straße nach Bebauungsplan | 1935                | Die Straße selbst ist ohne zugeordnetes Grundstück, aber im amtlichen Straßenverzeichnis noch unter dieser Bezeichnung aufgeführt. Sie liegt am südlichen Ende des Lindholzwegs nach Westen zum Haewererweg. Auf der amtlichen Karte 1:5000, hergestellt von den bezirklichen Vermessungsämtern, ist für den Verlauf von Straße 44 die Bezeichnung Lindholzweg angegeben. Unterbrochen wird sie offensichtlich seit dem Anlegen der Eigenheimsiedlung Buckower Weg, da sich die nördliche Grundstücksgrenze von Buckower Weg 8–20 (gerade) und 23 und die südliche (direkt anschließende) Grundstücksgrenze von Michael-Klinitz-Weg 14a, 14b, 14c, 16a, 24a, 24b, 24c berühren. Die letztgenannten Stadtvillen und dreigeschossigen Wohnhäuser auf dieser bebauten Fläche sind über einen befahrbaren Ringweg mit Schrankenanlage vom Michael-Klinitz-Weg zu erreichen. Im Adressbuch 1935 ist die Straße 44 mit zwei bebauten Grundstücken (99 und 113) mit dem nicht amtlichem Namen Mimosenring verzeichnet. Er liegt zwischen Lichtenrader Weg und Marienfelder Chaussee und kreuzt den Kornblumenweg (der letztere ist aber nicht eingetragen). Die Straße ist inzwischen (Stand Juli 2014) in die Lindholzstraße einbezogen worden. | Berlin-Buckow Straße 44 |
| Straße 96 (Lage)               | 0200                                    | Nummer der Straße nach Bebauungsplan | vor 1935            | Die Straße selbst ist ohne zugeordnetes Grundstück. Sie liegt zwischen Glimmer- und der hinteren Grundstücksgrenze am Feldspatweg. Südlich vom Glimmerweg führt die Straße 482 fort zur Ecke am Muschelkalkweg, nach Norden setzt der Kalksteinweg fort. | Berlin-Buckow Straße 96 |
| Straße 455 (Lage)              | 0020                                    | Nummer der Straße nach Bebauungsplan | nach 1950           | Die Straße selbst ist ohne zugeordnetes Grundstück und liegt etwas nördlich gegenüber dem Asbestweg vom Kalksteinweg nach Westen zur Grundstücksgrenze der Parksiedlung Spruch hin, deren Zufahrt sie darstellt. Sie ist als „Zur Straße Parksiedlung Spruch“ beschildert, wird aber im FIS-Broker als Straße 455 geführt. | Straße 455 |
| Straße 482 (Lage)              | 0080                                    | Nummer der Straße nach Bebauungsplan | nach 1950           | Die Straße selbst ist ohne zugeordnetes Grundstück. Sie ist offensichtlich ein Rest der Planstraße zwischen Muschelkalk- und Kalksteinweg. Die Straße ist im amtlichen Verzeichnis mit 90 Meter Länge als Straße und weiter nordwärts mit 60 Meter als Fußweg zum Glimmerweg (zwischen Grundstück 71 und 73) vermerkt. Der Straßenteil bildet die Zufahrt zu den Wohnhäusern Muschelkalkweg 1/3 (westlich) und 4/6 und 8/10 (östlich). | Berlin-Buckow Straße 482 |
| Stuthirtenweg (Lage)           | 0320                                    | Stutenhirte, alte bäuerliche Bezeichnung für Pferdehirt                                                                                 | 1. Sep. 1969        | Diese Straße an der Stadtgrenze zu Großziethen hieß seit 1914 bis zur neuen Namenswahl von 1969 Grenzweg, wobei sich zu diesem Zeitpunkt hier die Berliner Mauer auf Brandenburger Gelände erstreckte und die Bewegung nach Süden versperrte. Heute erstreckt sich hier ein Abschnitt des Berliner Mauerweges. Die Straße liegt zwischen Buckower Damm und Ringslebenstraße. Vom Buckower Damm führt eine Sackgasse zu den Grundstücken 38–44, gefolgt von einem Fußweg folgen wieder Fahrstraßen zu den Grundstücken 18–36 westlich und 6–16 östlich der Reinowzeile. Durch die Lage an der Stadtgrenze gehören die gegenüberliegenden ungerade zu nummerierenden (neu erbauten) Eigenheime nach Brandenburg. Der vorher als Grenzweg bezeichnete Straßenzug wurde zwischen Januar und September 1925 benannt. Die Grenzstraße ist im Adressbuch 1922 zwischen Chausseestraße und Gemarkung Rudow verzeichnet. Auf der Nordseite mit zwei bebauten und weiteren unbebauten Grundstücken, im Süden die Kolonie Groß-Ziethen. Heute liegt die Stuthirtenstraße als Fahrweg, teilweise ausgebaut auf der Berliner Seite, teilweise durch einen schmalen Grünstreifen getrennt, heißt die unmittelbar daneben liegende Straße (teilweise unbefestigt, teilweise asphaltiert, meist einspurig) in Brandenburg (Gemeinde Groß-Ziethen) Grenzstraße. | Stuthirtenweg von Doevelweg aus ostwärts gesehen, (rechts) mit der Brandenburger Grenzstraße                                                                         |
| Töpchiner Weg (Lage)           | 0300 (im Ortsteil)                      | Töpchin, Ort im heutigen Landkreis Dahme-Spreewald, Bundesland Brandenburg                                                              | 14. Feb. 1950       | Der nördliche Abschnitt liegt im Ortsteil zwischen Drusenheimer Weg und der Ortsteilgrenze, die auf halbem Weg zwischen Baldersheimer Weg und Rathenower Straße liegt. Die Straße setzt sich nach Süden in Lichtenrade bis Alt-Lichtenrade fort. Das „Töpchiner Dreieck“ westlich vom Drusenheimer zum Töpchiner Weg ist eine Reihen- und Doppelhaussiedlung. Der Lichtenrader Weg wurde 1950 zwischen der Bezirksgrenze und der Gerlinger Straße in Töpchiner Weg benannt und am 21. Juli 1960 erhielt die Buckower Straße im Nachbarbezirk Tempelhof den Namen Töpchiner Weg. Am 15. Juni 1973 wurde der Töpchiner Weg im Abschnitt von der Straße 539 und dem Grundstück Töpchiner Weg Nr. 8 in Warmensteinacher Straße umbenannt. Am gleichen Tag erfolgte auch die Umbenennung des Töpchiner Weges zwischen Marienfelder Chaussee und Warmensteinacher Straße in Zum kleinen Pfuhl. Die Töpchiner Straße ging zuvor in direkter Linie über die Marienfelder Chaussee zur Rufacher Straße über. Am 1. September 1980 erhielt auch die Verlängerung, der Abschnitt der Straße 540 zwischen Töpchiner Weg und Drusenheimer Weg, den Namen Töpchiner Weg. Der vorherige Name Buckower Straße war auf der Karte von 1911 bereits namentlich von der Dorfstraße in Buckow (heute: Alt-Buckow) bis zur Lichtenrader Dorfstraße eingezeichnet. Im Stadtplan von 1920 hieß dann der Abschnitt der Buckower Straße von der Dorfstraße (heute: Alt-Buckow) bis zur Gemarkung Lichtenrade Lichtenrader Straße. Die Fortsetzung in Lichtenrade hieß zunächst weiterhin Buckower Straße. | Berlin-Buckow Töpchiner Weg |
| Töpferweg (Lage)               | 0100 (im Ortsteil)                      | Töpfer, Handwerker | 30. Jan. 1933       | Im Ortsteil liegt der Töpferweg als Straße zwischen Johannisthaler Chaussee und Rohrlegerweg, er setzt sich nach Britz zum Bauhüttenweg als Fahrweg fort, ist jedoch an der Ortsteilgrenze am Rohrlegerweg mit Verkehrspfosten für den Fahrzeugverkehr abgesperrt. Der Töpferweg entstand 1933 auf der Trasse von Straße 253 des Bebauungsplans mit der „Siedlung Neuland I“ auf Britzer Flur, die durch die ehemalige Bahnlinie, an der der Töpferweg westlich entlangführt, von der ausschließlich in Britz liegenden „Neuland II“ geteilt. Die Straßen dieser Siedlungen sind mit Namen nach Handwerks-, vorzugsweise Bauberufen benannt. | Berlin-Buckow Töpferweg |
| Tränkeweg (Lage)               | 0470                                    | Viehtränke auf den „Britzer Wiesen“ | 9. Juni 1933        | Die Straße 58 des Bebauungsplans wurde 1933 zwischen Ortolan- und Laubsängerweg in Orientierungsnummerierung angelegt. Zu diesem Zeitpunkt war eine kreuzende Straße parallel zum Ortolanweg für diese Eigenheimsiedlung in Buckow-Ost projektiert. 1937 bestehen 34 mit Wohnhäusern bebaute Grundstücke, zudem drei Grundstücke mit Sommerhäusern und vier unbebaute Grundstücke. | Berlin-Buckow Tränkeweg |
| Trappenpfad (Lage)             | 0460                                    | Trappen, eine Familie aus der Ordnung der Kranichvögel                                                                                  | 9. Juni 1933        | Die Straße 57 des Bebauungsplans wurde 1933 in der Siedlung zwischen Ortolan- und Laubsängerweg in Orientierungsnummerierung angelegt. Zu diesem Zeitpunkt war eine kreuzende Straße parallel zum Ortolanweg für diese Eigenheimsiedlung geplant. 1937 bestehen 24 mit Wohnhäusern bebaute Grundstücke, zudem zehn Grundstücke mit Sommerhäusern, zwei Gartengrundstücke und das noch unbebaute Grundstück 21. | Berlin-Buckow Trappenpfad |
| Trimbacher Straße (Lage)       | 0250                                    | Trimbach, unterelsässische Gemeinde, Frankreich                                                                                         | 19. März 1938       | Die Straße 73 des Bebauungsplans wurde 1938 in diesem Viertel mit neun weiteren Straßen nach Orten im Elsass benannt, die 1918 im Ergebnis des Versailler Vertrags zu Frankreich kamen. 1943 ist die Straße zwischen Delmer Steig und Bühler Weg und weiter zur Hochspannungsleitung angegeben, sie kreuzt dabei Dessenheimer Weg, Am Röthepfuhl, Drusenheimer und Battenheimer Weg, bebaut mit drei Einfamilienhäusern und ansonsten einem Sommerhaus und unbebauten Grundstücken. Heute ist die Straße verkürzt und liegt zwischen Am Rötepfuhl und Delmer Steig. Am 1. Mai 1977 wurde auf der Trasse von Straße 73 im Bebauungsplan dann auf Am Rötepfuhl (südlicher Zweig am Ostende) und südlich vom Drusenheimer Weg auf einen Abschnitt des Bühler Wegs umbenannt. Der heute durch die KGA Am Töpchiner Weg abgetrennte Querabschnitt des Weitbrucher Wegs wurde schon vor Anfang der 1950er Jahre umbenannt. | Berlin-Buckow Trimbacher Straße |
| Tropfsteinweg (Lage)           | 0660                                    | Tropfstein Steine, die als Sinter durch tropfendes Wasser entstehen                                                                     | 6. März 1957        | Die Straße zwischen Schiefer- und Quarzweg in Orientierungsnummerierung (rechts gerade, links ungerade) liegt auf der Trasse von Straße 136 des Bebauungsplans, sie wurde auf unbebautem Gelände in Buckow-West angelegt. Sie liegt quer durch die Eigenheimsiedlung (Kriegersiedlung), nördlich der Parksiedlung Spruch im Nordzipfel des Ortsteils (zwischen Quarzweg zu den Britzer Kleingärten und nordwestlich zum Mariendorfer Ankogelweg). Bebaut ist die Straße mit zweigeschossigen Reihenhäusern, die an der Nordseite teilweise quer zur Straßenachse stehen und vorgelagerte Garagen haben. Am Ostende der Straße liegt der Kreideteich zwischen den Grundstücken vom Grünstein- und dem Schieferweg. | Berlin-Buckow Tropfsteinweg · Berlin-Buckow Tropfsteinweg |
| Turfweg (Lage)                 | 0140                                    | Turf, für Pferdesport, nach English Rasen oder Torf                                                                                     | 1. Juni 1982        | Die Straße liegt zwischen Wildmeisterdamm und Landreiterweg westlich parallel zum Försterweg. Die ruhige Wohnstraße ist auf zehn Grundstücken mit Eigenheimen bebaut. Sie ist 1943 als Straße 111 bereits angelegt und mit vier Wohngrundstücken und Gärten in der Nähe des Bahnhofs der Mittenwalder Bahn verzeichnet. 1937 besteht noch kein Eintrag im Adressbuch. | Berlin-Buckow Turfweg |
| Uhuweg (Lage)                  | 0150                                    | Uhu, größte europäische Eule | 16. Aug. 1928       | Die Straße liegt zwischen Otto-Wels-Ring und Zadekstraße, in einem Zipfel Buckows nach Gropiusstadt hinein, wobei das Straßenland der begrenzenden Straße zu Buckow gehört. Für 1930 sind Sommerhäuschen, unbebaute Grundstücke, Ackerland und ein Neubau angegeben. 1943 acht bebaute und ein unbebautes Grundstück, 1–11 und 2–12 sind Ackerland und diese Grundstücke fehlen auch heute noch am Uhuweg, dem 13–23 (ungerade) und 18–26 (gerade) zugeordnet sind und der durch Grundstücksteilung (meist in der Grundstückstiefe) mit 20 (meist) Mehrfamilienhäusern bebaut ist. Der Uhuweg liegt in der Trasse von Straße 22 des Bebauungsplans. Die Namensgebung steht wohl mit dem für 1928 verzeichneten Eulenweg zwischen Johannisthaler Chaussee und Rudower Straße / Feldmark im Zusammenhang. | Berlin-Buckow Uhuweg |
| Warmensteinacher Straße (Lage) | 0860                                    | Warmensteinach, Erholungsort im Landkreis Bayreuth, Freistaat Bayern                                                                    | 1. Juni 1973        | Bei der Benennung wurden die Trassen der Straße 539 und Straße 573 des Bebauungsplans zusammengeführt. Am 15. Juni 1973 wurde ein Teil des Töpchiner Wegs einbezogen, so liegt sie zwischen An den Achterhöfen und Gerlinger Straße. Auf dieser Straße liegt ein Teilstück des Britz-Buckower Wegs, Nummer 15 der 20 grünen Hauptwege Berlins. Die Warmensteiner Straße liegt mit größeren Teilen auf dem historischen Verbindungsweg zwischen Britz und Lichtenrade durch Buckow (Lichtenrader Straße), der 1950 als Töpchiner Weg benannt, allerdings später zwischen der Warmensteinacher Straße (am Westbogen) und der Gerlinger Straße überbaut und entwidmet wurde. | Berlin-Buckow Warmensteinacher Straße Sankt Theresia vom Kinde Jesu (Berlin) · Berlin-Buckow Warmensteinacher Straße                                                 |
| Weitbrucher Straße (Lage)      | 0780 + 240                              | Weitbruch, Gemeinde im Kanton Haguenau, Region Unterelsass, Frankreich                                                                  | 19. März 1938       | Die Straße 87 des Bebauungsplans wurde mit neun weiteren Straßen in diesem Viertel nach Orten im Elsaß benannt, diese Orte waren 1918 im Ergebnis des Versailler Vertrages zu Frankreich gekommen. Die Straße ist mit dem längeren Abschnitt östlich ab Wingerter Straße parallel zum Baldersheimer Weg und hinter den nördlichen Grundstücken an der KGA Am Töpchiner Weg über den Kühnheimer Weg hinweg gelegen. Hinzu kommt ein dazu querliegender Abschnitt am östlichen Straßenende, in der Trasse von Straße 73, der zwischen Weitbrucher Straße und Baldersheimer Weg liegt und ebenfalls als dreispurige asphaltierte Straße mit ausgebauten Gehwegen nach Süden als Sackgasse mit Wendehammer und nach Norden (unbezeichnet mit Verkehrsschild) bis an die Grenze der KGA reicht. | Berlin-Buckow Weitbrucher Straße |
| Wendehalsweg (Lage)            | 0520                                    | Wendehals, Unterfamilie der Spechte | 9. Juni 1933        | Vorher als Straße 60 des Bebauungsplans trassiert, wurde sie in der Siedlung am Ortolanweg in Buckow-Ost 1933 angelegt. Sie führt als einzige der Parallelstraßen über den Laubsängerweg und liegt somit zwischen Ortolanweg und Rudower Straße. Von der im alten Adressbuch genannten projektierten Querstraße durch die Siedlung parallel zum Ortolanweg ist keine Verbindung verblieben, obwohl sie in der amtlichen Karte 1:5000 zwischen Grundstück 19a zu 21 und 20 zu 22 eingezeichnet ist. Die Nummerierung wurde seit der Benennung von Hufeisennummerierung 1 an der Rudower Straße bis 15 am Ortolanweg und zurück 16–29 und unbebautes Grundstück auf die heutige Orientierungsnummerierung vom Ortolanweg zur Rudower Straße 2–36 (gerade, vom Buchfinkweg weiter mit Rudower Chaussee 30 und 30a) und 1–41 (ungerade). Über die Rudower Straße hinweg liegt die Zadekstraße (vormals Triftweg). | Berlin-Buckow Wendehalsweg |
| Wiedehopfweg (Lage)            | 0180                                    | Wiedehopf, Art aus der Vogelfamilie der Wiedehopfe                                                                                      | 16. Aug. 1928       | Der Wiedehopfweg ist eine nach beiden Seiten vom Schirmvogelweg liegende Querstraße und grenzt im Nordwesten an die KGA Fliedergrund. Er ist der verbliebene Abschnitt der parallel zwischen Ortolan- und Laubsänger-/Birkhuhnweg projektierten Längsstraße durch diese Siedlung zwischen „Britzer Wiesen“ und Rudower Straße in Buckow-Ost, Straße 31 des Bebauungsplans. Die restliche Trasse ist 1954 noch teilweise als Fußweg zwischen den Parallelstraßen eingezeichnet und auch noch in der amtlichen Karte Berlin 1:5000 angedeutet, findet sich aber nicht mehr als Unterbrechung zwischen den Grundstücken der westlicher liegenden Straßen. Dem Weg sind die Grundstücke 1 (KGA), 5, 5a und 11–21 (ungerade) sowie 4, 6, 12–20 zugeordnet (4 bis 6 westlich vom Schirmvogelweg) und beide Straßenteile sind als Sackgassen markiert. An der Kreuzung ist durch abgeschrägte Grundstücksecken ein unbenannter Platz von 20 Meter im Quadrat vorhanden. Im Adressbuch 1937 ist der Wiedhopfweg (Post Bln.=Britz) zwischen Hochspannungsweg und einer östlich liegenden unbenannten Sackgasse mit den bebauten Grundstücken 1, 3, 5, 9 (nördlich) sowie 4, 6, 10 und den anderen (bis 22 nummeriert) unbebauten Grundstücken verzeichnet. | Berlin-Buckow Wiedehopfweg |
| Wildhüterweg (Lage)            | 0560 (im Ortsteil)                      | Wildhüter, Person zur Pflege und Hut des Wildbestandes                                                                                  | 1. Sep. 1969        | Der Wildhüterweg liegt zwischen Eichenquast und 100 Meter vor dem Kölner Damm im Ortsteil. Die Grundstücke 1, 2 (Kinderclub) und 5 am östlichen Ende liegen in Gropiusstadt. Die Kita in Nr. 8 und das Nebengebäude Nr. 6 gehören zu Buckow. Die vierspurige asphaltierte Straße bildet im Ortsteil eine gerade Strecke, die am Ostende in Gropiusstadt einen Linksbogen bildet, der über die Bahnlinie führt. Noch bis in die 1960er Jahre führte die ausgebaute Straße 80 bis an den Landreiterweg (damals: Straße 79), der spitzwinklig (heute rechtwinklig) mündete weiter, nach Osten verlief über die Bahnlinie ein Fahrweg um den Heroldsweg. Die Straße 80 war Anfang der 1930er Jahre angelegt und bebaut worden. | Wildhüterweg |
| Wildmeisterdamm (Lage)         | 0540 (im Ortsteil)                      | Wildmeister, Kontrolle über den Wildbestand und die Pflege des landesherrlichen Forst (Vorgesetzter vom Wildhüter)                      | 29. März 1939       | Im Ortsteil liegt der Wildmeisterdamm heute zwischen Johannisthaler Chaussee und Kölner Damm, über diesen hinweg parallel am Wermutweg setzt er sich nach Gropiusstadt fort. Südlich des Wildmeisterdamms befindet sich eine dicht bewachsene Senke mit einem Gehölzgürtel aus Eichen und Baumweiden. Die Trasse des Wildmeisterdamms bestand schon vor 1900 auf der die Teltowdörfer verbindende Ost-West-querenden Chaussee (Marienfelde–Rudow). Mit dem Anlegen des Bahnhofs Buckow an der Mittenwalder Bahn wurde die Bahnhofstraße ausgebaut und ist 1911 im Bebauungsplan als Straße 2 vorhanden und diese setzt die an der Chausseestraße (heute Buckower Damm) beginnende Bahnhofstraße im Osten zur Neuköllner Straße in Rudow fort. 1925 war die Buckower Chaussee (zwischen Buckow und Rudow) zur Straße ausgebaut und wurde vor 1935 in einem Teil der Straße in Rudower Straße 2 umbenannt, kurz darauf erhielt die Rudower Straße 2 erneut den Namen Buckower Chaussee. 1939 wurden Buckower Chaussee und Bahnhofstraße in Wildmeisterdamm umbenannt. Der gesamte Verlauf aus Bahnhofstraße, Rudower Straße 2 (innerhalb Buckows) und Buckower Chaussee (in Rudow) wurde 1939 in Wildmeisterdamm umbenannt und nebenbei die Anschlussstraße Straße 484 verlängert. Am 27. Februar 1967 gab das Bezirksamt den Wegfall des Namens Wildmeisterdamm zwischen der Straße 484 und der Neuköllner Allee bekannt, da dieser Verlauf mittlerweile in Gropiusstadt überbaut worden war. Am 1. Juli 1975 wurde der Teil des Wildmeisterdamms zwischen Johannisthaler Chaussee und Buckower Damm in Johannisthaler Chaussee umbenannt, wobei durch Straßenbau der durchgehende Straßenlauf zu Gunsten der Johannisthaler Chaussee geändert wurde, sodass der Wildmeisterdamm von Süden rechtwinklig mündet. | Berlin-Buckow Wildmeisterdamm · Berlin-Buckow Wildmeisterdamm |
| Wingerter Straße (Lage)        | 0190                                    | Vigny (Moselle), 1915–1918 und 1940_44 verdeutscht als Wingert bezeichnetes Dorf in Lothringen                                          | 19. März 1938       | Die Straße 41 des Bebauungsplans wurde 1938 benannt und parallel zu Ostheimer Straße und Kühnheimer Weg. Die Straße liegt zwischen Marienfelder Chaussee und Baldersheimer Straße. Im Adressbuch 1938 ist noch die Straße 41 von der Marienfelder Chaussee zur Straße 38 aufgeführt, mit dem Rothkehl’schen Haus, einem Sommerhaus und Parzellen. 1939 ist der Hinweis auf die Umbenennung der 40er Straßen enthalten, so ist die Wingerter Straße mit fünf Einfamilienhäusern, dem Sommerhaus und Parzellen genannt. Die Benennung erfolgte am selben Tag wie die von zahlreichen weiteren Straßen im Ortsteil, die nach Orten in Elsaß-Lothringen benannt wurden, siehe etwa Delmer Steig, Drusenheimer Weg, Gaudacher Straße u. v. a. | Berlin-Buckow Wingerter Straße |
| Wolfgang-Seifert-Weg (Lage)    | 0200                                    | Wolfgang Seifert, 1965 bis 1989 Rektor der Christoph-Ruden-Schule                                                                       | 5. Mai 2023         | Der vorher namenlose Geh- und Radweg verläuft zwischen Christoph-Ruden-Straße und Buckower Damm. | |
| Zadekstraße (Lage)             | 0810 (im Ortsteil)                      | Ignaz Zadek (1887–1959), Mediziner | 1. Feb. 1966        | Der Verlauf der Straße ist der bereits von 1911 vorhandene Triftweg, der seinen Namen wohl der Viehtrift des Viehs der Buckower Bauern zwischen Stall und Weide zu den Britzer Wiesen verdankt. Die Zadekstraße liegt zwischen Imbuschweg und Rudower Straße mit dem Straßenland im Ortsteil. Am östlichen Straßenrand des südlichen Teils zwischen Imbuschweg und dem Stieglitzweg gehören die Grundstücke zu Gropiusstadt. Zadek war der Sohn des jüdischen Arztes und sozialdemokratischen Stadtverordneten Ignaz Zadek senior und bis 1933 ärztlicher Direktor der II. Inneren Abteilung am Neuköllner Krankenhaus. Von den NS-Behörden aus diesem Amt entlassen, praktizierte er privat und wurde nach 1945 erneut Direktor des Städtischen Kreiskrankenhauses in Neukölln. | Berlin-Buckow Zadekstraße |
| Zaunkönigweg (Lage)            | 0200                                    | Zaunkönig, Vogelfamilie aus der Ordnung der Sperlingsvögel                                                                              | 16. Aug. 1928       | Die Siedlungs- und Wohnstraße geht vom Grünen Weg als Sackgasse nach Osten, die Trasse nah Bebauungsplan ist Straße 4. Bis in die 1960er Jahre war er, wie die anderen Parallelstraßen bis zum Kormoranweg eingetragen. Allerdings war ein 90 Meter breiter Streifen westlich am Kormoranweg für eine andere Nutzung freigehalten worden, er ist aber heute mit fünf- bis achtgeschossigen Bauten der Art wie südlich der Parchimer Allee in Britz Süd der Baugenossenschaft IDEAL überbaut. | Berlin-Buckow Zaunkönigweg |
| Zeißpfad (Lage)                | 0070 (im Ortsteil)                      | Carl Zeiß (1816–1888), Optiker, Unternehmer                                                                                             | 13. Juli 1934       | Der nördlichste Abschnitt zwischen Baldersheimer Weg und Ortsteilgrenze vor dem Reichnerweg mit den Grundstücken 1–7 (ungerade) und 4a–6b (gerade) liegt im Ortsteil, die Straße führt im größten Abschnitt nach Süden in Lichtenrade weiter bis Griembergweg. Die parallel zum Lichtenrader Damm liegende Siedlungsstraße ist mit Ein- und Zweifamilienhäusern bebaut und als zweispurige asphaltierter Verkehrsberuhigter Bereich ausgewiesen, sie liegt in ihrer Länge auf den Trassen von Straße 2 und Straße 39 des Bebauungsplans. | Berlin-Buckow Zeißpfad |
| Zum Biesenwerder (Lage)        | 0250                                    | Biesenwerder, alte Flurbezeichnung in der Bedeutung Binsen-, Schilfinsel                                                                | 1. Sep. 1969        | Die Straße zwischen Wildhüterweg und Ringslebenstraße wurde in den 1930er Jahren angelegt und seither bebaut, vor der Benennung hieß sie Straße 84 nach der Nummerierung im Bebauungsplan. | Zum Biesenwerder von Wildhüterweg aus gesehen |
| Zum kleinen Pfuhl (Lage)       | 0110                                    | Kleiner Pfuhl, lag bis 1943 an der Marienfelder Chaussee                                                                                | 15. Juni 1973       | Die gepflasterte Sackgasse mit Sommerweg und baumbestandenen Grünstreifen an der West- und unbefestigtem Gehweg an der Ostseite, geht im Norden der Warmensteiner Straße nach Nordost ab. Sie endet vor der Marienfelder Chaussee in Höhe der Bushaltestelle Rufacher Weg. Die Straße zum Kleinen Pfuhl (der westlich neben dieser Straße lag) ist ein Rest vom Töpchiner Weg zum Rufacher Weg über den Marienfelder Damm, und historisch des am westlichen Dorfende liegenden Verbindungswegs nach Lichtenrade, deren dörflichen Charakter die Straße noch besitzt. | Berlin-Buckow Zum kleinen Pfuhl |

## Geplante und ehemalige Straßen
Durch die Bildung des Ortsteils Gropiusstadt liegen einige der ehemals Buckower Straßen seit Mitte der 1960er Jahre außerhalb des Gebiets des Ortsteils. Östlich des Teltowkanals sind ab 1936 in der Siedlung Späthsfelde mehrere nummerierte Straßen (90–103) an der Johannisthaler Allee aufgeführt und schon weitestgehend bebaut. Diese Siedlung gehörte bis 1938 zum Verwaltungsbezirk Neukölln und zur Gemarkung Buckow, wie auch bis 1938 der Königsheideweg, sie kamen durch die Gebietsreform in diesem Jahr zu Treptow und wurden 1937 „während der Drucklegung umbenannt“: Straße 90 in Alpenrosenweg, Straße 91 in Mahonienweg, Straße 92 in Agavensteig, Straße 93 in Berberitzenweg, Straße 94 in Späthsfelder Weg, Straße 95 in Thujaweg.
In den Adressbüchern findet sich kurzzeitig die Lenaustraße mit dem Haus des Obstzüchters Vortanz ohne weitere Angaben. 1925 ist der Lerchenweg zwischen Johannisthaler Chaussee und Feldmark aufgeführt, wobei am Grünen Weg der Lerchenweg an die Straße 161 anbindet. Auf beiden Seiten ist er mit je einem Grundstück bebaut, aber 1926 ist er nicht mehr eingetragen. Allerdings findet sich dann 1933 unter Lerchenweg der Verweis auf Einsiedlerweg. 1923 sind die Straße C mit einem bebauten Grundstück (Skorjever’sches Haus) und die Straße D vermerkt, letztere liegt zwischen Johannisthaler Chaussee und dem Windmühlenweg (1923 ist dieser noch Straße 185 genannt) mit acht Neubauten. 1928 ist noch Straße D aufgeführt und Straße C fehlt, ab dem Jahr 1931 bis 1938 sind für Straße D keine Grundstücke mehr aufgeführt, weder bebaute noch unbebaute. Mit bebauten Grundstücken sind im Adressbuch von 1925 die Straße 160 und Straße 161 zwischen Grüner und Lerchenweg genannt, 1930 werden sie nicht mehr notiert. Ab 1925 finden sich im Adressbuch die Straße 181 und Straße 182, die beide vom Grünen Weg in die Feldmark abgehen. Ab 1926 ist noch die Straße 185 zwischen Rudower Straße und Johannisthaler Chaussee eingetragen. 1929 ist dann deren Umbenennung verwiesen Straße 181 mit „Jetzt Zaunkönigweg“ Straße 182 mit „Jetzt Rotschwanzweg“. Hierzu gehören 1928 und 1929 die unbebaut Straße 29 an der Rudower Straße und 1929 die Straße 5 vom Grünen Weg in die Feldmark.
Eine größere Anzahl der nach Bebauungsplan nummerierten Straßen wurden ab 1934, besonders seit 1936 angelegt. Es wurde verstärkt in Buckow gebaut und ab 1936 werden Straßen angelegt und die Flächen umfangreich bebaut
- südlich der Marienfelder Chaussee am Lichtenrader Weg bis zur Lichtenrader Chaussee an die Gemarkung Lichtenrade: Straße 38, Straße 39, Straße 40. später (1943) auch Straße 45 und Straße 46. Hier wurde ab 1935 auch die folgenden Straßen angelegt: Straße 70, Straße 71, Straße 72, Straße 88, Straße 89, Straße 115
- nördlich der Marienfelder Chaussee und über diese hinweg zwischen Lichtenrader Weg und entlang der Mariendorfer Chaussee: Straße 44 als Mimosenring, Straße 69 als Nelkenring, Kornblumenweg. Hier wurden ab 1935 auch die folgenden Straßen angelegt: Rosenring, Straße 68, Tulpenring, Straße 70, Straße 71, Straße 72, Straße 88, Straße 89, Straße 115 und weitere sind 1936 als projektierte (Quer-)Straßen verzeichnet.
- insbesondere die Gebiete östlich der Chausseestraße zwischen Bahnhofstraße und Groß-Ziethen (an der Stadtrandsiedlung) werden bebaut: Straße 74, Straße 75, Straße 76, Straße 79, Straße 80, Straße 81, Straße 82, Straße 83, Straße 84, Straße 85 (Margeritenweg), Straße 104, Straße 106, Straße 107, Straße 108, Straße 109, Straße 110, Straße 112, Straße 113.

Teilweise liegen diese Straße am oder durch Ackergelände, führen in die Feldmark, auch scheinen die Bezeichnungen in unterschiedlichen Quellen nicht immer gesichert. Die Nummerierung der Straßen erfolgte wohl um den Ortskern herum. 70er Straßen liegen nördlich der Marienfelder Chaussee (westlich vom Ortskern), andererseits sind im Adressbuch 1939 die Umbenennungen Straße 74 in Rohrlegerweg, Straße 75 in Maurerweg, Straße 76 in Steinträgerweg genannt, wobei diese östlich vom Ortstskern nördlich der Johannisthaler Chaussee und Bahnhofstraße liegen. Die Umbenennungen erfolgten 1939 mit weiteren Straßen, wie die Benennung Straße 89 in Egisheimer Weg, diese Straße 89 ist 1934 als Sackgasse von der Mariendorfer Straße mit den Grundstücken 6 und 7 bebaut, aber 1935 und 1936 im Adressbuch fehlt. 1939 ist die Lage von Straße 96 und Straße 100 (heute ungefähr auf der Trasse In den Gärten) zwischen Marienfelder Chaussee und (dem bereits im damaligen Abschnitt benannten) Glimmerweg angegeben. Die Straßen und Wege blieben teilweise unbebaut und wohl auch unbefestigt, bis in die 1960er Jahre waren noch Ackerflächen vorhanden, die letztlich für die Bebauungen auf dem Gelände des heutigen Ortsteils Gropiusstadt genutzt wurden.
| Name                             | von           | bis           | benannt in                                              | Anmerkungen |
| -------------------------------- | ------------- | ------------- | ------------------------------------------------------- | --- |
| Amtmannsweg                      | vor 1930      | vor 1937      | → Landreiterweg → Hasenhegerweg (westlicher Abschnitt)  | Der Amtmann stand dem Amtsbezirk Buckow im Kreis Teltow vor zu dem auch Lichtenrade und Groß-Ziethen gehörten. Der Amtmannsweg mit der Anmerkung „Benennung nicht amtlich“ ist im Adressbuch 1930 zwischen Feldstraße und Eisenbahn mit fünf bebauten und unbebauten Grundstücken auf der Südseite und Ackergelände auf der Nordseite angegeben. Im Adressbuch 1937 ist für den nichtamtlich benannten Weg der Verweis auf Straße 79 enthalten. |
| Am Bergweg                       | vor 1925      | um 1933       | → Sprosserweg                                           | Die Straße ist im Adressbuch 1925 zwischen Johannisthaler Chaussee, Bergweg und Windmühlenweg mit zwei bebauten Grundstücken angegeben. Im Jahr 1930 ist bereits der Verweis: „Jetzt Sprosserweg“ enthalten. |
| Auerhahnweg                      | vor 1930      | 1. Aug. 1965  | → Imbuschweg                                            | Im 1930er Adressbuch ist die Straße zwischen Henkels- und Triftweg angelegt mit Bebauung genannt. Die Straße ist im Adressbuch 1938 zwischen der Gemarkung Britz am Grünen Weg über den Henkelsweg zum Triftweg genannt bebaut sind die Grundstücke 23–31 und 24–34 am Triftweg. Für 1954 ist die Straße wieder zwischen Komoran- und Triftweg aufgeführt, obwohl zu diesem Zeitpunkt der Grüne Weg noch Anschluss zur Johannisthaler Chaussee ht |
| Bahnhofstraße                    | vor 1911      | 29. März 1939 | → Wildmeisterdamm → Johannisthaler Chaussee (westlich)  | Mit der Neukölln-Mittenwalder Kleinbahn wurde 1903 der Bahnhof Buckow an der Verbindungsstraße (Marienfelde-) Buckow-Rudow. Im Adressbuch 1922 zwischen Dorf-/ Chausseestraße und Gemarkung Rudow angegeben, von ihr geht an der Ecke Johannisthaler Chaussee die Feldstraße ab, danach folgt südlich der Straße der Bahnhof Buckow und der weitere Straßenlauf zur Gemarkungsgrenze von Rudow. Die Grundstücke 1–7 westlich der Feldstraße und 16–18 an der Johannisthaler Chaussee sind mit Wohnhäusern bebaut, alle anderen Grundstücke unbebaut. Am 1. Juli 1975 wurde der westliche Teil nach Alt-Buckow/Buckower Damm in Johannisthaler Chaussee umbenannt. |
| Ballodweg                        | 30. Jan. 1933 | 8. Aug. 1935  | → Feldspatweg                                           | Carl Ballod (1864–1931), lettischer Nationalökonom und Statistiker, stand zeitweise der USPD nahe. Die Straße wurde 1933 in der Erwerbslosensiedlung „Neue Scholle“ zwischen Vorländerweg und der Feldmark angelegt. Im Adressbuch 1934 sind die Grundstücke 3–35 und 4–32 im Eigentum der Stadt Berlin und von der Genossenschaft „Neue Scholle“ bebaut und schon bewohnt. Unter der NS-Herrschaft wurden alle drei hier liegenden nach sozialistischen Persönlichkeiten benannten Straßen nach Gesteinsarten umbenannt. |
| Bergweg                          | vor 1925      | vor 1929      | → aufgegangen umnummeriert                              | Der Name mag auf der Steigung zwischen Ost- und Westende von fünf Metern auf 500 Meter Länge beruhen oder einem Flurnamen. Die Straße ist im Adressbuch 1925 etwa parallel zur Johannisthaler Chaussee zwischen Windmühlenweg, Am Bergweg, Meisenweg und über den Stieglitzweg in die Feldmark mit je einem bebauten Grundstück auf jeder Seite angegeben. Dieser 1925 angegebene Verlauf wiederholt sich bis 1928 und fehlt ab 1929, im Gegensatz beispielsweise zu Am Bergweg, eine Umbenennung ist in den folgenden Adressbüchern nicht zu finden und hat wohl nicht stattgefunden. Der Bergweg lag quer zum heutigen (gewundenen) Straßenverlauf. |
| Britzer Straße                   | vor 1911      | 14. Feb. 1950 | → Rufacher Weg → Leonberger Ring (westlicher Abschnitt) | Die direkte Verbindung zwischen Buckow und Britz ist 1922 zwischen Dorfstraße / Mariendorfer Straße und der Gemarkung Britz angegeben. Auf den Grundstücken 1–6 sind Wohnhäuser vermerkt, Nummer 1 besitzt der Landwirt Haewerer und Spruch verwaltet es. Die Fortsetzung der Straße in Britz mit Anschluss an die Buckower Chaussee etwas südlich der Bahnkreuzung hieß Lichtenrader Weg (heute Hüfnerweg). |
| Buckower Straße                  | vor 1911      | vor 1922      | → Lichtenrader Weg                                      | Die Buckower Straße liegt unter diesem Namen in den 1920er Jahren zwischen Lichtenrade Dorfstraße/Berliner Straße und Buckow Dorfstraße/Marienfelder Chaussee. und führt unter diesem Namen über die Gemarkungsgrenze hinweg. Heute liegen auf dieser Trasse Teile des Töpchiner Wegs, der Warmensteinacher Straße und der Anschluss an die Marienfelder Chaussee als Am kleinen Pfuhl, andere Abschnitte sind heute überbaut. In Adressbüchern zu Buckow ist seit 1922 der Straßenname Lichtenrader Weg verzeichnet, der von der Marienfelder Chaussee / Dorfstraße durch „Ackergelände“ und über den Feldweg an die Gemarkung Lichtenrade führte. Für 1922 sind hier drei bebaute Grundstücke genannt. 1937 sind es an der Ecke Feldweg ein Kohlenplatz, 19 bebaute Grundstücke und drei Sommerhäuser, und die Straße 44 und Straße 71 kreuzen. 1943 existiert der Kohlenplatz und die drei Sommerhäuser noch und es ist bebautes Grundstück hinzugekommen, die gekreuzten Straßen heißen jetzt zwischen der Gemarkungsgrenze und Alt-Buckow: Baldersheimer, Bühler Weg und Delmer Steig. |
| Chausseestraße (von Britz)       | vor 1912      | 4. Jan. 1955  | → Buckower Damm                                         | Die Chausseestraße liegt 1922 zwischen der Gemarkung Britz und der Grenzstraße an der Kolonie Groß-Ziethen und ist auf den Grundstücken 1–54 (fortlaufend) nahezu vollständig bebaut. Sie kreuzt südlich vom Dorfkern einen Feldweg und die führt über die die Kreuzung mit Dorf-/Bahnhofstraße. An der Kreuzung mit dem Feldweg liegt in den 1920er Jahren ein Spielplatz der Gemeinde Buckow, der in späteren Adressbüchern als Sportplatz im Eigentum der Stadt Berlin bezeichnet wird. Der Name gilt in Buckow, in Britz bis an Gemarkungsgrenze Britz/Buckow hieß die Straße Buckower Chaussee. |
| Chaussee Straße (von Mariendorf) | vor 1901      | 31. Aug. 1949 | → Mariendorfer Damm                                     | Nur ein kleiner Teil der Chaussee Straße von Mariendorf nach Lichtenrade gehörte zu Buckow, es war eine historische Straße zwischen Berlin und Zossen. Die Straßentrasse lag von Mariendorf kommend bis zur Marienfelder Chaussee und führte als Berliner Straße nach Lichtenrade hinein. Im Vergleich der Karte im Adressbuch von 1922 ragt die Grenze des Verwaltungsbezirks spitzwinklig über die Kreuzung Chaussee Straße/Marienfelder Chaussee, die Ortsteilgrenze von Buckow liegt jedoch wie heute am Mariendorfer Damm (Grundstücke 417–447 ungerade) am Ostrand der Straße. Als Straße mit Grundstücken ist sie im Textteil nicht aufgeführt. |
| Dietzgenweg                      | 30. Jan. 1933 | 8. Aug. 1935  | → Glimmerweg                                            | Der als Privatweg 1 des Bebauungsplans angelegte Weg in der Erwerbslosensiedlung „Neue Scholle“ wurde nach dem sozialistischen Theoretiker und Journalist der deutschen Arbeiterbewegung Josef Dietzgen (1828–1888) benannt. Unter der NS-Herrschaft wurden alle drei hier liegenden nach sozialistischen Persönlichkeiten benannten Straßen nach Gesteinsarten umbenannt. |
| Dorfstraße                       | vor 1350      | 27. März 1939 | → Alt-Buckow                                            | Die Straße ist für 1922 zwischen Chausseestraße am Dorfteich vorbei und Britzer Straße, Lichtenrader Weg angegeben und geht als Marienfelder Chaussee nach Westen weiter. Die Grundstücke 1–40 sind alle bebaut. Haus Nr. 39 ist die Volksschule. |
| Einsiedlerweg                    | 16. Aug. 1928 | nach 1967     | ~→ Fritz-Erler-Allee                                    | Der Name geht wohl auf den Einsiedler zurück, noch im 1930er und 1932er Adressbuch ist er vom Grünen Weg abgehend als unbebaut eingetragen, die Trasse kreuzt die Johannisthaler Chaussee und führt auch durch Ackergelände. Bis zur Bildung von Gropiusstadt als auf der Trasse durch Buckow-Ost eine Hauptstraße eingerichtet wurde, verlief der Einsiedlerweg weitestgehend durch Ackerflächen. |
| Eulenweg                         | vor 1927      | vor 1934      | → Laubsängerweg                                         | Namensgebend waren passend zu Nachbarstraßen die Eulen, eine Ordnung der Vögel. Im 1927er Adressbuch ist an der Straße zwischen Johannisthaler Chaussee und Feldmark zur Rudower Straße bereits das Bergström’sche Haus des Rentners Bergström notiert, 1929 hat der Tischler Ch. Bergström dieses Haus im Eigentum und es ist ein weiteres Haus des Mechanikers M. Barmgau verzeichnet. Für 1932 findet sich die Angabe mit einem Lagerplatz an der Rudower Straße über Haupt-, Weiden- und Johannisweg (links) mit gesamt drei Grundstücken und auf der unbebauten rechten Seite mündet der Birkhuhnweg, die weizteren Grundstücke sind noch unbebaut und das Bergström’sche Haus ist weggefallen. Im Adressbuch 1933 noch Eulenweg ist im folgenden Buch ist der Hinweis „s. Laubsängerweg“. |
| Feldammerweg                     | 9. Juni 1933  | um 1958       | → gelöscht                                              | Die Straße 18 des Bebauungsplans wurde 1933 nach der Feldammer mit weiteren Straßen nach allgemein bekannten Vogelarten benannt. Der Weg verlief in Buckow-Ost vom Goldammer- zum Heroldweg als erste Straße parallel zur Rudower Straße. 1943 ist er im Adressbuch noch als unbebaut bezeichnet. Auf der Karte von 1957 war er noch namentlich eingezeichnet, 1958 war er bereits nicht mehr vorhanden. Die Trasse liegt heute in Gropiusstadt. |
| Feldstraße                       | vor 1911      | um 1958       | → Heideläuferweg                                        | Die Feldstraße nach ihrer Lage zwischen den Feldern so benannt. Sie liegt 1922 östlich parallel zur Chausseestraße zwischen Bahnhofstraße / Johannisthaler Chaussee und der Kolonie Groß-Ziethen, am westlich abgehenden Feldweg liegt die „Kolonie Feldweg“, eine Gärtnerei und der Neubau des Gärtnereibesitzers Bliek als Chausseestraße 41. In der Nähe zu Groß-Ziethen befindet sich 1922 das Seydel’sche, Schenz’sche und Gericke’sche Haus, die ersten beiden Gärtnereibesitzer, der letztere Landwirt. Die Straße ist im Adressbuch 1935 noch aufgeführt. Noch auf der 1954er Karte ist sie im Zuge der Straße 106 auch als Feldstraße benannt. |
| Feldweg                          | vor 1920      | vor 1925      | → entfallen                                             | Der (benannte) Feldweg lag nach Adressbuch 1923 zwischen Feldstraße, Amtmannsweg und Feldmark südlich des Dorfs angegeben. Der Feldweg wurde vor 1920 benannt. Er ging von der Feldstraße in südwestlicher Richtung im Bogen wieder zur Chausseestraße (heute Buckower Damm) um das Dorf herum. Allerdings sind wohl in den Adressbüchern zur Markierung auch Wirtschaftswege mit Feldweg auf Grund ihrer Wegestruktur so genannt. Es liegen so mehrere Schnitt-/Kreuzungspunkte rund um den Dorfkern. |
| Finkenweg                        | vor 1927      | vor 1929      | → Storchenweg                                           | Finken sind eine Familie der Singvögel mit rund 130 Arten. Vorher Teil der Straße 12 des Bebauungsplanes, wurde der Finkenweg im Adreßbuch von 1927 erstmals ausgewiesen in der Trasse Rudower Straße, Meisenweg, Windmühlenweg. Zwischen 1928 und 1929 muss der Name gelöscht worden sein. Im Adressbuch 1931 wird von ihm auf den Storchenweg verwiesen. |
| Gärtnereiweg                     | vor 1925      | um 1933       | → entfallen                                             | Der Gärtnereiweg lag in der Nähe der Stadtgärtnerei Neukölln. Der Name war wohl unsicher im Gebrauch denn er wurde laut Adressbuch 1933 wieder als Straße 17 benannt. Der Weg verlief zwischen Stieglitzweg und Rudower Straße, er wurde zwischen 1925 und 1929 benannt. In einem Teil dieser Trasse verlief ab 1933 die Goldammerstraße, aber eine amtliche Umbenennung hat nicht stattgefunden. |
| Glühwürmchenweg                  | nach 1928     | um 1933       | → Goldhähnchenweg                                       | Der Glühwürmchenweg wurde nach 1932 benannt und zwischen Grünem und Möwenweg wohl auch angelegt worden sein. Er verlief in der Trasse des heutigen Goldhähnchenweges, der am 9. Juni 1933 seinen Namen erhielt. Glühwürmchen, auch sind eine Familie der Käfer der Überfamilie Weichkäferartige mit weltweit etwa 2000 Arten. |
| Grenzstraße Grenzweg             | 1925          | 1. Sep. 1969  | → Stuthirtenweg                                         | Die Grenzstraße liegt 1922 zwischen Chausseestraße und Gemarkung Rudow, mit dem Thiemann’schen (Magistratssekretär) und dem Mudrack’schen Haus (Oberstadtsekretär). Im Adressbuch 1938 ist der Verlauf als Grenzweg ab Chausseestraße auf der linken Seite wie folgt angegeben: unbebaut, Girra’sches Haus, unbebaut, Straße 106, unbebaut, zwei Mudrack’sche Häuser (Haus Hanna) durch unbebaute Grundstücke getrennt, unbebaut, Straße 107, unbebaut, Straße 108, unbebaut, Straße 109, unbebaut, Straße 113, Laubengelände, Straße 82, unbebaut, Industriebahn, unbebaut, Straße 83, Springer’sches und Wagner’sches Haus sowie Nr. 5, Straße 84, unbebaut, Brenner’sches, Engel’sches, Zietzmann’sches Haus, Straße 85, Bläsing’sches Haus, unbebaut und Straße 79 bis zur Gemarkung Rudow. Weiterhin ist „Rechte Seite geh. z. Groß=Ziethen“ vermerkt. Der östliche Teil der Grenzstraße ist in der ringslenestraße aufgegangen. |
| Henkelsweg                       | um 1919       | 15. Apr. 1966 | → Juchaczweg, nördlich überbaut                         | Er ist 1922 zwischen Johannisthaler Chaussee und Rudower Straße mit zwei Neubauten und unbebauten Grundstücken, sowie dem Panzer’schen (Berliner Gärtner) und dem Milling’schen Haus (Neuköllner Gärtner), an der Ostseite steht das Krankenhaus Neukölln und zu beiden Seiten des Feldwegs befinden sich unbebaute Grundstücke. |
| Heroldweg                        | 16. Aug. 1928 | um 1968       | → eingezogen                                            | Der Weg ist wohl symbolisch und ohne lokalen Bezug nach dem Herold, einem mittelalterlichen, herrschaftlicher Bote und Verkündiger benannt. Die Straße 19 des Bebauungsplans verlief vom heutigen Wildmeisterdamm zur Rudower Straße und ist 1954 noch her verzeichnet. Auf der Karte von 1967 ist der Weg noch namentlich als Verlängerung der Lipschitzallee eingezeichnet, wurde um 1968 eingezogen. Seine Trasse liegt heute in Gropiusstadt teilweise im Bereich der Lipschitzallee ist aber überbaut. |
| Kanarienweg                      | 9. Juni 1933  | 15. Apr. 1966 | → gelöscht                                              | Der Kanarien ist eine Zuchtform der kanarischen Rasse der Girlitze. Die Straße 10 des Bebauungsplan lag zwischen vom Kormoran- und Henkelsweg und wurde neben weiteren Straßen am selben Tag wie der Girlitzweg benannt. Am 15. April 1966 wurde der Name aus dem Straßenregister gelöscht, da das Straßenland nicht mehr benötigt wurde, sie wurde vom Neubau des Krankenhauses Neukölln überbaut. |
| Königsheideweg                   | 9. Juni 1933  | 15. Apr. 1966 | → gelöscht                                              | Der heute zu Baumschulenweg und Niederschöneweide gehörende Weg an der Königsheide ist in den Adressbüchern 1933 bis 1938 auch für Buckow angegeben, ehe die Bezirksreform von 1938 die Flächen nordöstlich vom Teltowkanal zum Verwaltungsbezirk Treptow brachte. Insbesondere gehören die linksseitigen (nördlichen) Grundstücke 1–7 zu Treptow (Baumschulenweg), 9–39 zu Niederschöneweide und 41–199 existieren nicht (Forst). Auf der rechten Straßenseite liegen die Grundstücke in Buckow von der Späthstraße an gehören 2–59 der Späthschen Baumschule, 60 bebaut, 62–64 unbebaut, 66 bebaut, 68–70 Freifläche, 72 bebaut, 74 Parzelle, Späthsfelder Weg, 76–96 bebaut, 98–100 unbebaut, 102–114a als bebaut, Sommerhaus und Baustellen, Johannisthaler Chaussee. Die östlich davon liegenden Grundstücke 116–220 gehören zu Rudow und 222–296 zu Johannisthal. |
| Lawendelweg                      | vor 1937      | 27. März 1939 | → Heimsbrunner Straße                                   | Im 1937er Adressbuch ist der Lawendelweg mit dem Hinweis „s. Straße 88“ eingetragen. Jeweils mit der gleichzeitigen Nennung der Straße 88 ist 1934, 1935 und 1936 der Lavendelweg mit v aufgeführt und er liegt zwischen Britzer Straße und Mariendorfer Straße, auf der linken Seite mit den Grundstücken 1–23, wovon vier bebaut sind, und (nicht näher aufgeführte) unbebaute Grundstücken auf der rechten Seite. Im Adressbuch 1939 ist die Straße 88 bereits mit dem Verweis „s. Heimsbrunner Straße“ eingetragen. |
| Mariendorfer Straße              | vor 1911      | 14. Feb. 1950 | → Breitunger Weg (in Teilen)                            | Der historische Verbindungsweg trug in Mariendorf bis zur Gemarkungsgrenze den Namen Buckower Weg. Er lag zwischen dem Ortsausgang von Mariendorf (heute Grüntenstraße) im Osten an der Kreuzung Britzer und Rixdorfer Straße und dem westlichen Dorfausgang von Buckow an der Marienfelder Chaussee. Auf der Karte der Landesaufnahme von Mitte des 19. Jahrhunderts bereits als baumbestandene Straße vermerkt. Im Adressbuch von 1922 bis 1932 ist die Mariendorfer Straße als unbebaut geführt, 1933 ist an der Straße als erstes Gebäude das Zibulski’sche Haus zwischen Feldweg und Straße 88 genannt, 1936 kommen noch das Glashoff’sche und das Krüger’sche Haus zwischen Straße 88 und Straße 89 hinzu. 1943 ist ausschließlich die rechte Straßenseite auf sechs Grundstücken bebaut zwischen Marienfelder Chaussee, Egisheimer und Heimsbrunner Weg, bis zur Gemarkungsgrenze folgt Ackerland. |
| Meisenweg                        | nach 1925     | vor 1930      | → Buchfinkweg                                           | Im Adressbuch 1926 findet sich erstmals der Meisenweg von der Feldmark über Finkenweg zur Johannisthaler Chaussee, 1930 unbebaut vom Storchenweg an und Ecke Am Bergweg sind drei Grundstücke bebaut. Die Umbenennung ist im Adressbuch 1930 verzeichnet. |
| Mühlenweg                        | nach 1914     | 19. März 1939 | → Wingerter Straße                                      | Der Mühlenweg ist im Adressbuch 1922 unbebaut als südlich der Marienfelder Chaussee in die Feldmark abgehender Weg genannt. Die Bezeichnung ist als nicht amtlich aufgeführt. 1934 liegt hier ein bebautes Grundstück. 1939 ist der Hinweis auf den neuen Straßennamen im Adressbuch enthalten. Eine hierliegende Mühle konnte nicht identifiziert werden, und es ist wohl eine symbolische Benennung gewesen, im Adressbuch ist diese als „nicht amtlich benannt“ vermerkt. |
| Schneeammerpfad                  | 9. Juni 1933  | um 1965       | → entfallen                                             | Die Straße 16 des Bebauungsplans wurde nach der Schneeammer, einem nordischen Finkenvogel, am gleichen Tag mit weiteren nach Finkenarten benannten Straßen gewidmet. Die Straße zwischen Einsiedler- und Stieglitzweg ist auch 1943 noch unbebaut, sie liegt im Gebiet südlich der Johannisthaler Chaussee und parallel zu dieser. Noch 1954 liegt er zum Ackergekände hin und ist unbebaut und entfiel vermutlich beim Bau der Fritz-Erler-Allee in deren Trasse sie lag. |
| Triftweg                         | vor 1911      | 1. Feb. 1966  | → Zadekstraße                                           | Der Name des Wegs geht auf die Viehtrift zurück, wo die Buckower Bauern wohl ihr Vieh auf die Britzer Wiesen trieben. Der Weg verläuft parallel zu Henkelsweg und ist von der Johannisthaler Chaussee zur Rudower Straße genannt. Schon vor 1922 wurde hier das Städtische Krankenhaus Neukölln Standort Buckow auf halbem Weg zwischen Britz und Rudow errichtet. |
| Vorländerweg                     | 30. Jan. 1933 | 8. Aug. 1935  | → Quarzweg teilweise                                    | Karl Vorländer (1860–1928) mit seinem Werk Geschichte der Philosophie von Leipzig 1903 ist der Namensgeber dieser Straße in der 1932 eingeweihten Erwerbslosen-Siedlung „Neue Scholle“. Unter der NS-Herrschaft wurden alle drei hier liegenden nach sozialistischen Persönlichkeiten benannten Straßen nach Gesteinsarten umbenannt. Der Weg liegt zwischen Marienfelder Chaussee und Feldmark und kreuzt den Dietzgen- und den Ballodweg. Die Grundstücke 1–10 auf der linken Seite sind 1933 mit Einfamilienhäusern bebaut. |
| Windmühlenweg                    | nach 1914     | nach 1930     | → Baumläuferweg                                         | 1869 ist bereits die (heutige) Jungfernmühle Windmühle an der Rudower Straße südlich der Johannisthaler Chaussee verzeichnet. Dort liegt der südöstliche Endpunkt des Windmülenwegs. Im Adressbuch 1930 ist der neue Name des Wegs mit dem Verweis „Bisher Windmühlenweg“ enthalten. |

## Weitere Örtlichkeiten in Buckow

### Kleingartenanlagen
- KGA Am Töpchiner Weg (Kühnheimer Weg 7, Lage, Nr. 08080), Dauerkleingartenanlage[42] mit 124 Parzellen auf 39.899 m² landeseigenem Pachtland.
- KGA Fliedergrund (Wiedehopfweg 1, Lage), Kleingartenanlage[43] mit 23 Parzellen auf 7.956 m² landeseigenem Pachtland, die Fläche ist jedoch als Einfamilienhausgebiet vorgesehen.
- KGA Grüner Stern (Wildhüterweg 41–43, Lage), Dauerkleingartenanlage[43] mit 29 Parzellen auf 15.205 m² landeseigenem und 16 Parzellen auf 20.136 m² privatem Pachtland.
- KGA Buckower Feldmark (Gerlinger Straße, Lage, Nummer 08013). Die Dauerkleingartenanlage[44] mit 76 Parzellen auf 27.012 Quadratmeter landeseigenem Pachtland liegt zwischen Gerlinger Straße und der Stadtgrenze östlich vom Naturpark Töpchiner Weg und dem Sackgassenende vom Drusenheimer Weg. Die Fläche wurde als Ersatzfläche für Parzellen geschaffen, die beim Bau der A 100 entfallen waren.[22]

### Wohnsiedlungen

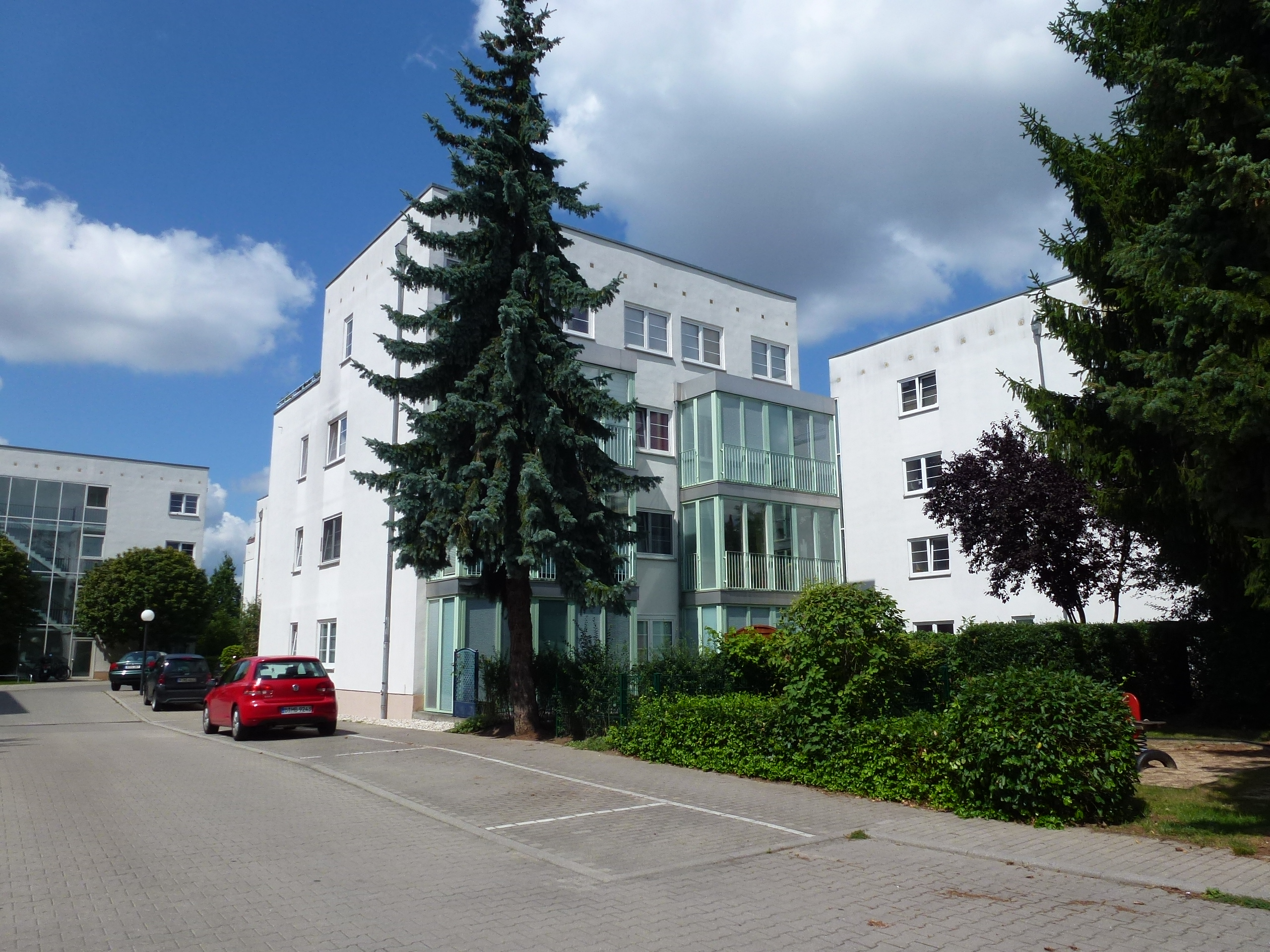
Parksiedlung Spruch

- Siedlung „Neue Heimstatt“: Das jetzige Siedlungsgelände gehörte einst der jüdischen Gemeinde zu Berlin, die es 1918 von den Buckower Bauerngutsbesitzern Rohrbeck und Ziedrich gekauft hatte. Geplant war hier – neben dem Weißenseer Friedhof – einen zweiten Friedhof für die damals wachsende jüdische Gemeinschaft in Berlin anzulegen.[3]
- Siedlung Marienwerder (Kolonie Bläsing) (Lage) ist amtlich im Straßenverzeichnis für Buckow genannt und liegt zwischen Marienfelder Chaussee und Bienwaldring. Zudem entstand das städtebauliche Konzept „In den Gärten“ auf einem für Straßenbau freigehaltenen Gelände südwestlich der umgewidmete Kleingartenanlage „Kolonie Bläsing“, die 2010 nicht mehr im Kleingartentwicklungsplan der Senatsverwaltung enthalten ist.[45]
- Parksiedlung Spruch: autofreie Siedlung mit Stadtvillen auf dem Gelände der ehemaligen KGA Spruch.
- Töpchiner Dreieck[46] ist eine Reihen- und Doppelhaus-Siedlung zwischen Töpchiner und Drusenheimer Weg.
- Die Hans-Martin-Helbich-Siedlung stammt aus den 1970er Jahren und liegt in Buckow 1, zwischen Alt-Buckow und Gerlinger Straße. Hier gibt es Wiesen und Felder, einen eigenen Rodelberg und ein kleines Einkaufszentrum.
- Siedlung Neue Scholle: östlich vom Drusenheimer Weg gelegen entstand sie auf der Fläche der „Behelfsheimkolonie für ausgebombte Berliner“ in den 1950er Jahren als die Fläche von der Stadt Berlin zurück an den Bezirk Neukölln übertragen wurde.
- Siedlung Neuland I: Die Siedlung liegt in Britz, lediglich der südlichste Teil um den Rohrlegerweg liegt im Ortsteil.

### Parks und Grünflächen
- Landschaftspark Töpchiner Weg (Lage)
- Friedhof Buckow (Lage)

## Adressbücher
1. ↑  
Buckow. In: Berliner Adreßbuch, 1920, V. Vororte von Berlin, S. 1 (Buckow fehlt).
2. 1 2 3 4 5 6 7 8 9 10 11 12 13  
Buckow. In: Berliner Adreßbuch, 1922, IV. Straßen und Häuser von Berlin > Verwaltungsbezirk Neukölln > Britz, Buckow, S. 1507 ff..
3. 1 2 3 4 5 6 7 8 9 10 11 12 13 14  
Buckow. In: Berliner Adreßbuch, 1943, Teil IV. Haushaltungsvorstände, handelsgerichtlich eingetragene Firmen und Gewerbebetriebe nach Straßen geordnet > Verwaltungsbezirk Neukölln > Buckow, S. 1885 ff..
4. 1 2 3 4 5 6 7  
Buckow. In: Berliner Adreßbuch, 1930, IV. Straßen und Häuser von Groß=Berlin > Verwaltungsbezirk Neukölln > Buckow, S. 1791 ff..
5. 1 2 3 4 5  
Buckow. In: Berliner Adreßbuch, 1939, Teil IV. Haushaltungsvorstände, handelsgerichtlich eingetragene Firmen und Gewerbebetriebe nach Straßen geordnet > Verwaltungsbezirk Neukölln > Buckow, S. 1874 ff..
6. 1 2 3 4 5 6 7 8 9  
Buckow. In: Berliner Adreßbuch, 1934, Teil IV. Einwohner und Firmen nach Straßen geordnet > Verwaltungsbezirk Neukölln > Buckow, S. 1721 ff..
7. 1 2 3  
Buckow. In: Berliner Adreßbuch, 1925, IV. Straßen und Häuser von Groß=Berlin > Verwaltungsbezirk Neukölln > Buckow, S. 1678 ff..
8. 1 2 3  
Buckow. In: Berliner Adreßbuch, 1940, Teil IV. Haushaltungsvorstände, handelsgerichtlich eingetragene Firmen und Gewerbebetriebe nach Straßen geordnet > Verwaltungsbezirk Neukölln > Buckow, S. 1874 ff..
9. 1 2 3 4  
Buckow. In: Berliner Adreßbuch, 1935, Teil IV. Einwohner und Firmen nach Straßen geordnet > Verwaltungsbezirk Neukölln > Buckow, S. 1727 ff..
10. 1 2 3 4 5 6 7 8 9  
Buckow. In: Berliner Adreßbuch, 1937, Teil IV. Einwohner und Firmen nach Straßen geordnet > Verwaltungsbezirk Neukölln > Buckow, S. 1788 ff..
11. 1 2  
Karte. In: Berliner Adreßbuch, 1922, IV. Straßen und Häuser von Berlin > Verwaltungsbezirk Neukölln > Britz, Buckow, S. 1499 ff..
12. 1 2  
Buckow. In: Berliner Adreßbuch, 1928, IV. Straßen und Häuser von Groß=Berlin > Verwaltungsbezirk Neukölln > Buckow, S. 1771 ff..
13. ↑  
Buckow. In: Berliner Adreßbuch, 1938, Teil IV. Haushaltungsvorstände, handelsgerichtlich eingetragene Firmen und Gewerbebetriebe nach Straßen geordnet > Verwaltungsbezirk Neukölln > Buckow, S. 1842 ff..
14. ↑  
Buckow. In: Berliner Adreßbuch, 1923, IV. Straßen und Häuser von Berlin > Verwaltungsbezirk Neukölln > Britz, Buckow, S. 1574 ff..
15. ↑  
Buckow. In: Berliner Adreßbuch, 1933, Teil IV. Einwohner und Firmen nach Straßen geordnet > Verwaltungsbezirk Neukölln > Buckow, S. 1746 ff..
16. 1 2  
Buckow. In: Berliner Adreßbuch, 1929, IV. Straßen und Häuser von Groß=Berlin > Verwaltungsbezirk Neukölln > Buckow, S. 1779 ff..
17. ↑  
Karte. In: Berliner Adreßbuch, 1922, IV. Straßen und Häuser von Berlin > Verwaltungsbezirk Tempelhof, S. 1462.
18. ↑  
Buckow. In: Berliner Adreßbuch, 1932, Teil IV. Einwohner und Firmen nach Straßen geordnet > Verwaltungsbezirk Neukölln > Buckow, S. 1751 ff..
19. ↑  
Buckow. In: Berliner Adreßbuch, 1927, IV. Straßen und Häuser von Groß=Berlin > Verwaltungsbezirk Neukölln > Buckow, S. 1743 ff..
20. ↑  
Buckow. In: Berliner Adreßbuch, 1931, Teil IV. Einwohner und Firmen nach Straßen geordnet > Verwaltungsbezirk Neukölln > Buckow, S. 1817 ff..
21. ↑  
Buckow. In: Berliner Adreßbuch, 1936, Teil IV. Einwohner und Firmen nach Straßen geordnet > Verwaltungsbezirk Neukölln > Buckow, S. 1766 ff..
22. ↑  
Buckow. In: Berliner Adreßbuch, 1926, IV. Straßen und Häuser von Groß=Berlin > Verwaltungsbezirk Neukölln > Buckow, S. 1732 ff..

- Karte mit allen Koordinaten:
- OSM |
- WikiMap